# Nhà Tùy
Nhà Tùy (tiếng Trung: 隋朝; Hán-Việt: Tùy triều; bính âm: Suí cháo, 581-619) là một triều đại trong lịch sử Trung Quốc, kế thừa Nam-Bắc triều, theo sau nó là triều Đường. Năm 581, Tùy Văn Đế Dương Kiên thụ thiện từ Bắc Chu Tĩnh Đế mà kiến lập triều Tùy; đến năm 619 thì Hoàng Thái Chủ Dương Đồng nhường ngôi cho Vương Thế Sung, triều Tùy diệt vong, vận nước kéo dài 38 năm. Từ khi Tùy Văn Đế lên ngôi, triều đình căn cứ theo kinh nghiệm thời Nam-Bắc triều mà tiến hành cải cách chế độ chính trị, cho xây dựng Đại Vận Hà kéo theo sự xuất hiện của rất nhiều thành thị dọc theo kênh, thay thế phế lập rất nhiều thứ cũ mới. Trên các lĩnh vực chính trị, kinh tế, văn hóa và ngoại giao, triều Tùy có ảnh hưởng sâu rộng đến triều Đường, triều Tống, và các triều đại sau này của Trung Quốc.
Dương Kiên thuộc thế gia Quan Lũng Hồ-Hán của Bắc Chu, dần dần kiểm soát triều đình Bắc Chu sau khi Bắc Chu Tuyên Đế Vũ Văn Uân kế vị. Sau khi Bắc Chu Tĩnh Đế Vũ Văn Xiển tức vị khi còn nhỏ tuổi, Dương Kiên khống chế triều chính với thân phận ngoại thích. Năm 581, Bắc Chu Tĩnh Đế thiện nhượng cho Dương Kiên, Bắc Chu mất, Dương Kiên đặt quốc hiệu là "Tùy". Năm 587, Tùy Văn Đế phế trừ Hậu Lương, đến năm 589 thì phát động chiến tranh diệt Nam triều Trần, bắt được Trần Hậu Chủ Trần Thúc Bảo. Đến lúc này, triều Tùy thống nhất thiên hạ, cục diện phân liệt từ thời Ngụy-Tấn-Nam-Bắc triều chấm dứt.
Triều Tùy tổng kết nguyên nhân hưng vong của các triều trước, tập trung vào việc duy trì quan hệ với nông dân, điều hòa quan hệ trong tập đoàn thống trị, khiến mâu thuẫn xã hội có xu hướng hòa hoãn, kinh tế và văn hóa phát triển nhanh chóng, xuất hiện cảnh tượng phồn hoa, khai sáng ra Khai Hoàng chi trị. Tuy nhiên, vào những năm cuối, Tùy Văn Đế trở nên cố chấp, đại sát công thần, khiến Tùy suy thoái. Tháng 8 năm năm 604, Tùy Văn Đế qua đời, Thái tử Dương Quảng kế vị, tức Tùy Dạng Đế. Để củng cố sự phát triển của triều Tùy, Tùy Dạng Đế cho xây dựng nhiều công trình quy mô lớn, tiến hành các cuộc chinh phục, Tùy phát triển đến cực thịnh vào đầu thời Dạng Đế. Tuy nhiên, do quá khoa trương, Tùy Dạng Đế khiến cho quốc lực hao phí, nhất là ba lần tấn công Cao Câu Ly. Cuối cùng, Tùy chìm trong các cuộc khởi nghĩa nông dân, Tùy Dạng Đế dời đông đô Lạc Dương đến Giang Đô (tức Dương Châu ngày nay). Tháng 4 năm 618, Vũ Văn Hóa Cập cùng những tướng lĩnh khác phát động binh biến, sát hại Tùy Dạng Đế. Đến tháng 6, tại Trường An, Tùy Cung Đế nhường ngôi cho Lý Uyên, triều Đường được kiến lập; tại Lạc Dương, tháng 5 năm 618, Vương Thế Sung phế Dương Đồng, Tùy mất. Từ thời Tùy mạt, diễn ra cục diện quần hùng cát cứ, cuối cùng thống nhất dưới trướng triều Đường.
Về mặt chế độ chính trị, tam tỉnh lục bộ chế do triều Tùy lập ra có ảnh hưởng sâu rộng đến hậu thế, giúp củng cố chế độ trung ương tập quyền; chế định ra chế độ khoa cử hoàn chỉnh, dùng để tuyển chọn đề bạt nhân tài ưu tú, làm suy yếu quyền hạn của sĩ quan thế tộc lũng đoạn. Ngoài ra, triều đình Tùy còn lập ra chế độ nghị sự chính sự, chế độ giám sát, chế độ khảo tích, đều giúp củng cố cơ chế chính phủ, có ảnh hưởng sâu rộng đến chế độ chính trị triều Đường và hậu thế. Về quân sự, triều Tùy tiếp tục tiến hành và cải cách chế độ phủ binh. Về kinh tế, một mặt thực hiện quân điền chế và tô dung điều chế, mặt khác lại chọn cách dùng các biện pháp "đại sách mạc duyệt" và "thâu tịch định dạng" để điều tra chính xác hơn về số hộ, nhằm gia tăng thu nhập tài chính.
Để củng cố sự phát triển của triều đại, Tùy Văn Đế và Tùy Dạng Đế cho xây dựng Đại Vận Hà và trì đạo (tức quốc lộ), xây nên Đại Hưng thành và đông đô, đồng thời xây đắp Trường Thành để bảo hộ ngoại tộc quy phụ. Các chính sách này giúp tăng cường khả năng kiểm soát của triều đình Tùy ở Quan Trung đối với khu vực phương Bắc, Quan Đông và Giang Nam; khiến kinh tế, văn hóa và nhân dân các địa phương của Tùy có thể giao lưu thuận lợi, còn hình thành trọng trấn kinh tế Giang Đô. Về mặt ngoại giao, triều Tùy thịnh thế khiến các quốc gia xung quanh như Cao Xương, Oa Quốc, Cao Câu Ly, Tân La, Bách Tế, hay nội thuộc Đông Đột Quyết  đều chịu ảnh hưởng từ văn hóa và phép tắc của triều Tùy, "khiển Tùy sứ" của Nhật Bản được biết đến nhiều nhất trên lĩnh vực giao lưu ngoại giao.

## Lịch sử

### Quật khởi và thống nhất
Năm 577, Bắc Chu diệt Bắc Tề, thống nhất Hoa Bắc, quốc lực sau đó trở nên hưng thịnh, song Bắc Chu Tuyên Đế xa xỉ phô trương, đắm chìm song tửu sắc, chính trị hủ bại, còn đồng thời có năm vị hoàng hậu. Ngoại thích Dương Kiên thừa cơ khiển trọng thần Bắc Chu ra ngoài kinh thành, dần dần kiểm soát triều chính. Ngày 8 tháng 6 năm 580, Bắc Chu Tuyên Đế bệnh mất, Dương Kiên trợ giúp Vũ Văn Xiển còn nhỏ tuổi lên kế vị, tức Bắc Chu Tĩnh Đế, Dương Kiên trở thành đại thừa tướng phụ chính. Tương châu tổng quản Uất Trì Huýnh, Vân châu tổng quản Tư Mã Tiêu Nan và Ích châu tổng quản Vương Khiêm và những người khác bất mãn trước việc Dương Kiên chuyên quyền, do vậy liên hiệp làm phản, song bị các tướng Vi Hiếu Khoan và Vương Nghị và Cao Quýnh của Dương Kiên bình định. Ngày 4 tháng 3 năm 581, Bắc Chu Tĩnh Đế thiện nhượng đế vị cho Dương Kiên, Dương Kiên đăng cơ làm hoàng đế, tức Tùy Văn Đế, kiến quốc "Tùy", Bắc Chu mất. Tùy Văn Đế có ý muốn diệt Nam triều Trần, do vậy làm theo sách lược của Cao Quýnh: quấy nhiễu sản xuất nông nghiệp của Trần, phá hoại tích trữ quân sự của Trần, khiến Trần tổn thất trầm trọng, sức kiệt không kham nổi. Sau khi giành thắng lợi trước Đột Quyết, năm 587, Tùy Văn Đế phế Tây Lương Hậu Chủ Tiêu Tông, nước Tây Lương mất. Năm sau, Tùy phát động chiến tranh diệt Trần, Tùy Văn Đế mệnh Dương Quảng, Dương Tuấn và Dương Tố là hành quân nguyên soái; Dương Quảng là tổng chủ tướng, Cao Quýnh là tham mưu, Vương Thiều là tư mã thống lĩnh 518000 quân thủy bộ, phân binh thành tám đạo tiến đánh Nam Trần.
Dương Tố suất thủy quân tiến từ Ba Đông, xuôi Trường Giang về phía đông, liên hiệp với quân của Lưu Nhân Ân tại Kinh châu, chiếm lĩnh Diên châu (nay là cửa Tây Lăng Hiệp của Trường Giang, gần Chi Giang) và các vị trí phòng ngự khác của quân Trần ở thượng du. Do quân Trần ở trung du khi tiến từ Công An về phía đông cứu viện Kiến Khang thì lại bị quân Dương Tuấn chặn ở khu vực Hán Khẩu, quân Tùy do vậy có được thuận lợi ở hạ du. Ở hạ du, quần chủ lực của Tùy thừa dịp triều Trần đang vui nguyên hội (tức Xuân tiết) mà vượt Trường Giang. Hành quân tổng quản Hàn Cầm Hổ, Hạ Nhược Bật hai quân tạo thành thế gọng kìm, cùng quân của Vũ Văn Thuật bao vây Kiến Khang. Ngày 10 tháng 2 năm 589, quân Tùy tiến vào thành Kiến Khang, bắt Trần Hậu Chủ. Không lâu sau, quân Trần ở các địa phương hoặc chịu đầu hàng theo hiệu lệnh của Trần Hậu Chủ, hoặc đề kháng quân Tùy song bị tiêu diệt, duy có Tiển phu nhân ở khu vực Lĩnh Nam bảo cảnh cứ thủ. Tháng 9 năm 590, Tùy phái sứ thần Vi Quang và những người khác đi an phủ Lĩnh Nam, Tiển phu nhân suất chúng nghênh tiếp sứ Tùy, các châu Lĩnh Nam đều trở thành đất Tùy.
Đến lúc này, triều Tùy kết thúc cục diện nam bắc phân liệt trong hơn 280 năm kể từ sau loạn Vĩnh Gia, hoàn thành thống nhất Trung Quốc. Triều Tùy có nhiều nhân tài, dung hòa thế tộc Quan Trung, thế tộc Quan Đông và thế tộc Giang Nam, có Cao Quýnh giỏi mưu lược, có Tô Uy tổng quản chính sự, Vi Hiếu Khoan cùng Hạ Nhược Bật và Hàn Cầm Hổ có tài quân sự; ngoài ra còn có các trọng thần như Lưu Phưởng, Trịnh Dịch, Lý Đức Lâm, Nguyên Hài, Nguyên Trụ, Vũ Văn Hãn, hình thành một tập đoàn có tài lực.

### Khai Hoàng chi trị

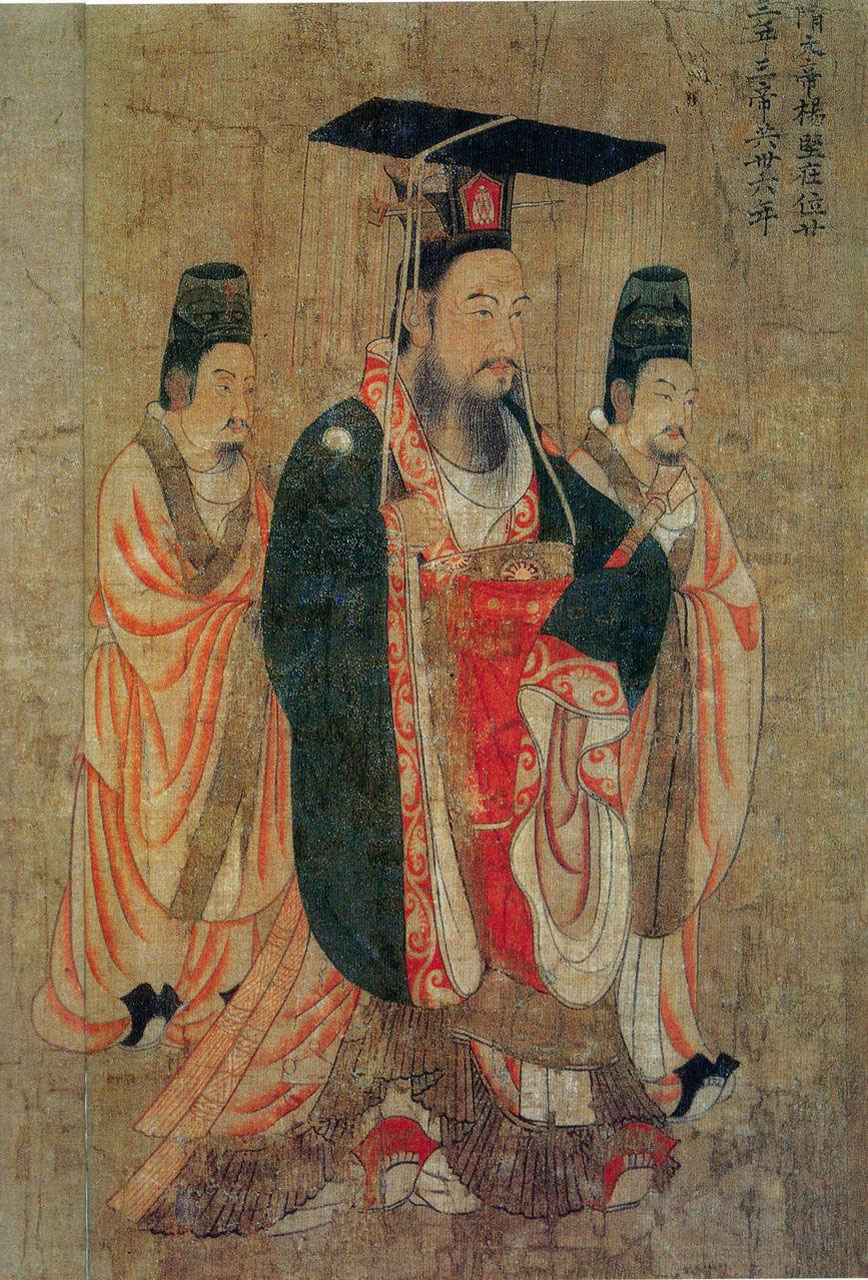
Tùy Văn Đế Dương Kiên.

Để củng cố chính quyền, về mặt chính trị, Tùy Văn Đế phế trừ lục quan chế của Bắc Chu, chính thức xác lập tam tỉnh lục bộ chế. Triều đình bãi bỏ cấp quận, hình thành chế độ hai cấp châu huyện. Sau khi cải cách chế độ địa phương và bình định Nam triều Trần, Tùy tịch thu vũ khí trong nước, các chính sách này đều nhằm khiến cho thế lực các địa phương suy yếu, củng cố thể chế chính trị trung ương tập quyền quân chủ chuyên chế. Nhằm ức chế thế tộc, Tùy hạ lệnh phế trừ cửu phẩm trung chính chế từ thời Ngụy-Tấn, thiết lập chế độ khoa cử để tuyển chọn nhân tài một cách công bằng. Triều đình cũng cho thiên di thế tộc Quan Đông và thế tộc Giang Nam đến Đại Hưng thành để tăng cường kiểm soát đối với họ. Về mặt kinh tế, triều đình giảm nhẹ hình phạt và lao dịch, thực thi quân điền chế, tô dung điều chế cùng điều tra nhân khẩu để kiểm soát được nguồn thuế. Tùy Văn Đế đề xướng tiết kiệm, không cho phép các hoàng tử phung phí tiền bạc. Những điều này hình thành nên một chuẩn mực xã hội, khiến triều Tùy vào tiền kỳ trở nên giàu có khi mà của cải được tích lũy một cách nhanh chóng. Cùng với diện tích đất ruộng tăng lên nhiều, năng suất cây trồng cũng tăng cao, các kho quan trữ lương tại Trường An, Lạc Dương nhiều thì đạt 10 triệu thạch, ít thì cũng có đến vài triệu thạch. Đồng thời, thủ công nghiệp có sự phát triển mới, kỹ thuật đóng thuyền đạt đến trình độ rất cao, có thể đóng chiến hạm cực lớn có năm tầng lầu. Thương nghiệp tại Lạc Dương từng một thời cực thịnh, là nơi cư trú của mấy vạn nhà phú thương, kinh tế hiện ra cục diện phồn vinh.
Năm 584, để cải thiện việc vận chuyển vật tư đến Quan Trung, Tùy Văn Đế mệnh Vũ Văn Khải xây dựng "Quảng Thông cừ", mở đầu cho việc xây dựng một loạt các công trình sông đào, cuối cùng hình thành nên Tùy Đường Đại Vận Hà. Hệ thống sông đào to lớn này khiến cho hoạt động vận chuyển vật tư và mậu dịch nam-bắc phát triển nhanh chóng, giúp củng cố chi tiêu của triều đình bằng vật tư của Giang Nam. Trải qua các cải cách này, chính trị, kinh tế và xã hội vào tiền kỳ triều Tùy đều phát triển phồn vinh, khai sáng Khai Hoàng chi trị, hộ khẩu tăng từ hơn 4 triệu lên đến hơn 8 triệu. Xã hội tích lũy được tương đối nhiều của cải, được thuật là có thể dùng trong 50-60 năm. Khai Hoàng thịnh thế, Tùy Văn Đế lại hạ lệnh xây dựng Đại Hưng thành, tức Trường An, Đại Hưng thành là thành thị cổ đại Trung Quốc đạt mức cao siêu trên tiêu chí quy hoạch kiến thiết, là biểu hiện tổng hợp cho thực lực kinh tế và trình độ kỹ thuật triều Tùy, đương thời là một trong những thành thị có quy mô lớn nhất thế giới. Tư tưởng thiết kế và bố cục của Đại Hưng thành có ảnh hưởng sâu rộng đối với quy hoạch đô thị Trung Quốc, cũng như đối với Nhật Bản và Tân La.
"Khai Hoàng chi trị" và "Tùy triều thịnh thế" đến hậu kỳ Tùy Văn Đế thì dần suy lạc. Trong những năm cuối, Tùy Văn Đế đối với hình pháp thì đề xướng trọng hình hà khắc, cải biến chính sách "vô vi nhi trị" vào tiền kỳ Khai Hoàng. Tùy Văn Đế trong lòng nghi kị công thần cũ, đại sát công thần và tướng lĩnh khai quốc. Tùy Văn Đế lúc này có xu hướng cố chấp, lấy Pháp gia trị quốc, không đoái hoài đến bách tính, quan hệ giữa ông và đại thần ngày càng xa cách, là nguyên nhân dẫn đến cục diện thiên hạ đại loạn vào cuối triều Tùy.
Tùy Văn Đế ban đầu lập con cả Dương Dũng làm thái tử, song vì Dương Dũng có tính xa xỉ khiến cho Tùy Văn Đế không hài lòng, dần dần bị thất sủng. Con thứ là Dương Quảng và đại thần Dương Tố âm mưu cáo buộc "âm sự" của Dương Dũng, dần giành được tín nhiệm của Tùy Văn Đế. Năm 600, Tùy Văn Đế cải lập Dương Quảng làm thái tử, ngày 13 tháng 8 năm 604, Dương Quảng phát động "biến Nhân Thọ cung", Tùy văn Đế đột nhiên qua đời. Đến ngày 21 tháng 8, Dương Quảng kế vị, tức Tùy Dạng Đế, sau đó sát hại Dương Dũng và các huynh đệ khác.

### Doanh mãn chi quốc

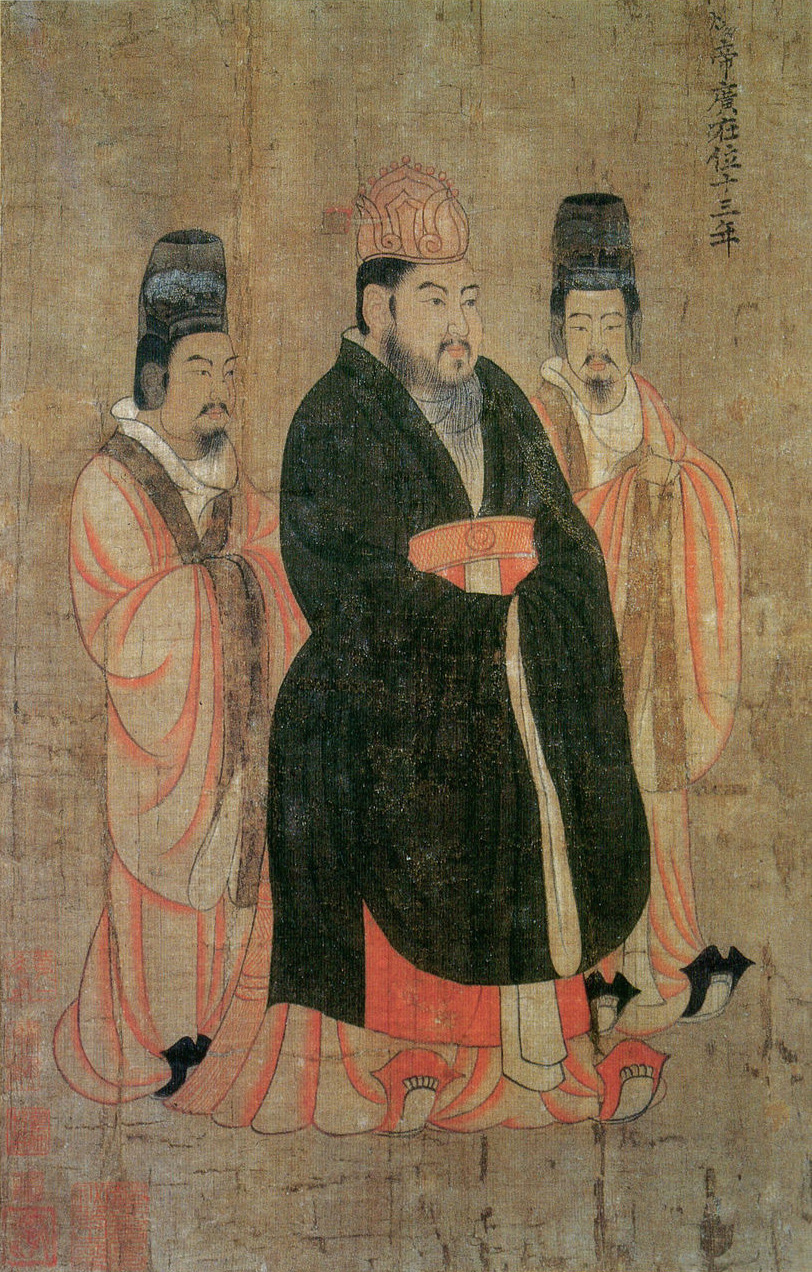
Tùy Dạng Đế Dương Quảng

Vào sơ kỳ Tùy Dạng Đế, quốc lực vẫn hưng thịnh, Tùy Dạng Đế phát triển đông đô, mở sông đào, xây dựng trì đạo và xây đắp Trường Thành, dẫn tới phát triển kinh tế và mậu dịch giữa khu vực Quan Trung và các địa phương nam bắc; đồng thời tiến hành chinh thảo quy phục đối với các nước xung quanh, mở rộng bản đồ triều Tùy. Tuy nhiên, do bản thân Tùy Dạng Đế nóng vội, đồng thời lại bạo ngược, khiến những việc này trái lại gây nên phá hoại cho xã hội. Do Trường An nằm lệnh về phía tây, khó khăn trong việc tự cung ứng lương thực. Năm 604, Tùy Dạng Đế phái Dương Tố, Vũ Văn Khải xây dựng đông đô Lạc Dương, sang năm thứ hai thì thiên đô đến Lạc Dương để kiểm soát kinh tế Quan Đông và Giang Nam; tại các nơi như Lạc Khẩu và Hồi Lạc, triều đình Tùy cho dựng kho lương lớn nhằm dự trữ sử dụng trong trường hợp mất mùa đói kém. Mỗi tháng triều đình sai khiến 2 triệu dân đinh lao dịch, Tùy Dạng Đế lại chú trọng đến việc xây dựng cung thành hoàn hảo xa hoa, tiêu hao một lượng lớn nhân lực và vật lực. Để khơi thông vận chuyển và phát triển kinh tế giữa trung tâm kinh tế Giang Nam, trung tâm chính trị Quan Trung, các khu vực quân sự như Yên, Triệu, Liêu Đông. Tùy Dạng Đế thúc đẩy việc hình thành Đại Vận Hà. Đại Vận Hà mang lại nhiều lợi ích: kết nối các hệ thống sông quan trọng của Trung Quốc lại với nhau, hình thành mạng lưới vận chuyển; thúc đẩy sự phát triển của các thành thị ven kênh, rất nhiều thành thị thương nghiệp nổi lên, trong đó Giang Đô trở thành trọng tâm kinh tế của triều Tùy; thúc đẩy phát triển văn hóa và dung hợp dân tộc tại các địa phương, có ý kiến nhận định nó khiến cho văn minh Trung Hoa trở thành một nền văn minh hoàn chỉnh có hệ thống. Tuy nhiên, do Tùy Dạng Đế nóng vội trong việc xây dựng Đại Vận Hà, khiến nhân dân phải chịu rất nhiều gánh nặng. Dân phu đào sông phải lao dịch kéo dài mà không được nghỉ ngơi, chịu rét chịu đói, ngoài ra còn bị bệnh tật tấn công, do vậy số người tử vong rất lớn. Năm 605, Tùy Dạng Đế cho đào Thông Tế Cừ, mang theo một lượng lớn người trong hậu cung, chư vương và vệ đội theo sông đào tuần thị phương nam, trong hành trình tiêu pha rất nhiều tiền của, trưng dụng rất nhiều nhân lực và vật tư của nhân dân. Năm 607, khi Tùy Dạng Đế tuần thị phương bắc, cũng trưng dụng sức lực của cải của nhân dân để mở trì đạo qua Thái Hành Sơn đến Tịnh châu, đồng thời yêu cầu Khải Dân khả hãn (đang phụ thuộc Tùy) của Đột Quyết cho dân Đột Quyết hiệp trợ việc mở đường. Ngay từ thời Tùy Văn Đế, triều đình đã cho xây đắp Trường Thành tại các nơi như Sóc Phương, Linh Vũ; năm 608, khi Tùy Dạng Đế xuất tuần Du Lâm, lại huy động hơn một triệu tráng đinh xây dựng đoạn Trường Thành từ Du Lâm đến Tử Hà (nay là Hồn Hà ở ngoài Trường Thành, thuộc Nội Mông-tây bắc Sơn Tây) để bảo hộ Khải Dân khả hãn. Về mặt chế độ chính trị, Tùy Dạng Đế cải cách chế độ quan chế và tô điều, đồng thời bắt đầu thiết lập cấp bậc tiến sĩ, lập ra chế độ điển chương mới.
Do Tùy Dạng Đế hao phí một lượng lớn nhân lực vật tư, lại chinh thảo tứ xứ, khiến quốc lực triều Tùy tiêu hao quá nhiều. Trong đó, nghiêm trọng nhất là chiến tranh với Cao Câu Ly, cuộc chiến này là nguyên nhân khiến cho triều Tùy suy vong. Thời Tùy sơ, Đột Quyết hãn quốc rất lớn mạnh, đương thời thường tiến đánh vào đất Tùy, triều Tùy bị buộc phải xây Trường Thành và cho trọng binh trú thủ. Tháng 5 ÂL năm 582, Đột Quyết suất 40 vạn đại quân, đánh vào Trường Thành. Tháng 4 ÂL năm 583, quân Tùy phân làm 8 lộ bắc phạt Đột Quyết. Tướng Tùy dùng kế ly gián của Trưởng Tôn Thịnh, khiến hai bộ Đông Đột Quyết và Tây Đột Quyết hỗn chiến với nhau. Năm 599, Đột Lợi khả hãn của Đông Đột Quyết chiến bại hàng Tùy, đến năm 611 thì Xử La khả hãn của Tây Đột Quyết cũng hàng Tùy. Năm 605, tướng Tùy Vi Vân Khởi suất binh Đột Quyết đánh bại Khiết Đan, cơ bản giải quyết mối lo từ phương bắc. Ngoài phương bắc ra, ở khu vực Lũng Tây-Thanh Hải có Thổ Dục Hồn hãn quốc, đương thời thường có xung đột với triều Tùy; năm 596, Tùy Văn Đế phái Quang Hóa công chúa hòa thân với Thổ Dục Hồn để an phủ, năm 608, Tùy Dạng Đế phái quân chiếm lĩnh Thổ Dục Hồn. Năm sau, Tùy Dạng Đế tây tuần Trương Dịch, có đến bốn quận Hà Nguyên (nay ở đông nam Hưng Hải, Thanh Hải), Tây Hải (nay ở Hồ Tây, Thanh Hải), Thiện Thiện (nay ở Nhược Khương, Tân Cương), Thả Mạt (nay ở tây nam Thả Mạt, Tân Cương). Quân chủ và đại thần 27 nước Tây Vực nối tiếp nhau đến triều kiến Tùy đế, thương nhân các nước tập trung tại Trương Dịch để tiến hành giao dịch.
Năm 602, Tùy Văn Đế sai Lưu Phương (劉方) đem quân 27 doanh sang đánh nước Vạn Xuân, Hậu Lý Nam Đế Lý Phật Tử sợ không địch nổi nên đầu hàng. Năm 605, Tùy Dạng Đế nghe nói ở nước Lâm Ấp có nhiều của cải, bèn sai Lưu Phương đem quân đi đánh. Lưu Phương đánh bại được quân Lâm Ấp dưới quyền quốc vương Phạm Phạm Chí (梵笵志), song bị bệnh và qua đời trên đường về. Trận này quân Tùy cũng tổn thất khá nhiều.
Hai nước Bách Tế và Tân La ở nam bộ bán đảo Triều Tiên là nước phiên thuộc của Tùy, họ hy vọng có thể mượn lực lượng của Tùy để chế phục Cao Câu Ly. Đương thời, tại Oa Quốc (tức Nhật Bản), phái cải cách của Thánh Đức thái tử chấp chính, ông phái "khiển Tùy sứ" để học tập văn hóa và chế độ điển chương của triều Tùy. Giữa hai nước do vấn đề xưng hô đế vương nên về mặt ngoại giao phát sinh tranh chấp về lễ nghi. song cũng chưa ảnh hưởng nghiêm trọng đến quan hệ song phương. Triều Tùy chinh thảo Cao Câu Ly theo tuyên bố là do Cao Câu Ly có ý đồ khuếch trương thế lực; khi Tùy hy vọng kiến lập thể chế triều cống, Cao Câu Ly không nghe theo, hai bên do vậy động binh. Tổng cộng, triều Tùy 4 lần phát binh chinh thảo Cao Câu Ly, khiến cho hàng triệu người thiệt mạng, nhân dân trong nước vì thế mà hết sức bất mãn với Tùy Dạng Đế. Trong thời gian tiến hành lần chinh thảo Cao Câu Ly lần thứ 4, Tùy bùng phát dân biến, tướng Tùy tương kế làm phản, triều Tùy tiến đến chỗ diệt vong.

### Loạn lạc và diệt vong
Tùy Dạng Đế nhiều lần phát động chiến tranh, khiến hao người tốn của, cuối cùng dẫn đến nền chính trị gặp nguy cơ nghiêm trọng. Ngay từ năm Đại Nghiệp thứ 6 (610) thời Tùy Dạng Đế, đã bùng phát bốn lần dân biến vì phản kháng việc đi lính theo phủ binh chế, song quân Tùy trấn áp nhanh chóng. Năm Đại Nghiệp thứ 7 (611), khu vực trung hạ du Hoàng Hà (Dự Châu đạo, Ký Châu đạo, Duyện Châu đạo) ở Quan Đông bị lũ lụt, hơn 40 quận bị ngập, Vương Bạc lãnh đạo mọi người ở Trường Bạch Sơn (nay thuộc Chương Khâu, Sơn Đông) phát động dân biến, tẩy chạy cuộc chinh phục Cao Câu Ly của Tùy Dạng Đế, ra lời kêu gọi nổi danh "Vô hướng Liêu Đông lãng tử ca" (khúc ngâm không đến Liêu Đông chết uổng) Đương thời, phạm vi dân biến phần lớn tập trung tại Dự Châu đạo, Ký Châu đạo, Duyện Châu đạo, Thanh Châu đạo, Từ Châu đạo ở Quan Đông, không lâu sau bị quân Tùy trấn áp. Năm 613, Lưu Nguyên Tiến chiếm cứ Ngô quận, tự xưng thiên tử, song bị diệt cùng năm đó. Đến khi con của Dương Tố là Dương Huyền Cảm cử binh làm phản ở Lê Dương (nay ở đông bắc Tuấn huyện, Hà Nam), con em quan lại cấp cao của triều Tùy nối tiếp nhau phản Tùy, các địa phương trong nước cũng nổi dậy theo.
Đương thời quần hùng cát cứ với số lượng đông đảo:
- Khu vực Hà Nam có Ngõa Cương quân của Trạch Nhượng và Lý Mật. Năm 616, nghe theo kiến nghị của Lý Mật, Trạch Nhượng đánh hạ đồn Kim Đê Quan (nay ở đông bắc Huỳnh Dương, Hà Nam), đánh hạ các huyện của Huỳnh Dương. Năm 617, Ngõa Cương quân lại công phá kho lương thực Hưng Lạc của đông đô Lạc Dương. Do Lý Mật giỏi tác chiến, Trạch Nhượng nhượng vị cho Lý Mật. Lý Mật tự phong Ngụy công, kiến quốc "Ngụy", lấy Lạc Khẩu làm căn cứ địa. Sau đó, Ngõa Cương quân chiếm lĩnh kho Hồi Lạc, uy hiếp trực tiếp thành Lạc Dương. Sau đó, Ngõa Cương quân nội bộ mâu thuẫn, Lý Mật giết Trạch Nhượng, cuối cùng quy phục Việt vương Dương Đồng.
- Khu vực Hà Bắc có đội quân nổi dậy của Đậu Kiến Đức, đội quân này chuyển chiến các nơi ở Hà Bắc, chiếm cứ đại bộ phận khu vực Ký Châu, năm 618 thì tự phong là Hạ Vương, kiến quốc "Hạ".
- Ở khu vực Giang Hoài, đội quân nổi dậy mạnh nhất là của Đỗ Phục Uy, Phụ Công Thạch. Hai người bắt đầu tiến hành nổi dậy tại Tề quận (nay thuộc Sơn Đông) vào năm 613, sau đó tiến về phía nam phát triển ở khu vực Giang Hoài. Năm 617, họ chiếm được Cao Bưu, cắt đứt liên hệ giữa Tùy Dạng Đế đang ở Giang Đô và phương bắc. Đỗ Phục Uy tự xưng tổng quản, Phụ Công Thạch làm trưởng sử.
- Ở Tịnh Châu có Lý Uyên, năm 617, Thái Nguyên lưu thủ Lý Uyên phát động binh biến, không lâu sau đánh chiếm Trường An. Ngày 18 tháng 12 năm 617, Lý Uyên đưa Đại vương Hựu lên ngôi, tức Tùy Cung Đế, diêu tôn Tùy Dạng Đế làm thái thượng hoàng, khiến quân Tùy mất đi vùng đất hậu viện, thủ đô thất thủ khiến tâm trí quân Tùy hoảng loạn, có đến chín phần đầu hàng triều Đường và các tập đoàn khởi nghĩa địa phương khác, gián tiếp đẩy triều Tùy đến bờ diệt vong.
- Thế lực mạnh nhất ở phương nam là Tiêu Tiển, năm 617, Tiêu Tiển cùng với những người khác như Đổng Cảnh Trân và Lôi Thế Mãnh cử binh phản Tùy. Năm 618, Tiêu Tiển xưng đế, kiến quốc "Lương", định đô tại Giang Lăng. Thế lực của Tiêu Tiển đông đến Cửu Giang, tây đến Tam Hiệp, nam đến Giao Chỉ, bắc đến Hán Thủy.[1]
- Năm 616, Lý Tử Thông chiếm cứ Hải Lăng; Lâm Sĩ Hoằng chiếm cứ Kiền Châu.
- Năm 617, Lưu Vũ Chu chiếm cứ Mã Ấp, tự xưng thái thú; Lương Sư Đô chiếm cứ Sóc Phương, tự xưng Lương Đế; Quách Tử Hòa chiếm cứ Du Lâm, tự xưng Vĩnh Lạc Vương; Lý Quỹ chiếm cứ Vũ Uy, tự xưng Hà Tây Đại Lương Vương; Tiết Cử chiếm cứ Thiên Thủy, tự xưng Tần Đế; Lưu Vũ Chu cùng Lương Sư Đô và Quách Tử Hòa đều dựa vào Đột Quyết.

Trước cục thế này, triều đình Tùy tan rã nhanh chóng. Năm 616, Tùy Dạng Đế mệnh Việt vương Đồng lưu thủ Đông Đô, bản thân suất chúng đến Giang Đô. Tùy Dạng Đế hạ lệnh xây dựng Đan Dương cung chuẩn bị thiên đô đến Đan Dương (nay là Nam Kinh, Giang Tô). Các đại thần, vệ sĩ đi theo Tùy Dạng Đế đại đa số là người khu vực Quan Trung, không muốn sống lâu dài tại Giang Nam, cộng thêm Giang Đô hết lương, người người chạy trốn về Quan Trung. Ngày 11 tháng 4 năm 618, bọn Vũ Văn Hóa Cập, Tư Mã Đức Kham, Bùi Kiền Thông phát động binh biến, sát hại Tùy Dạng Đế, ủng hộ Dương Hạo làm hoàng đế. Vũ Văn hóa Cập sau đó suất chúng tiến về phương bắc, rồi lại sát hại Dương Hạo, tự phong Hứa Đế, kiến quốc Hứa, sang năm 619 thì bị tướng Đường Lý Thần Thông và Hạ vương Đậu Kiến Đức liên hiệp tiêu diệt. Ngày 12 tháng 6 năm 618, tại Trường An, Lý Uyên bức bách Tùy Cung Đế nhượng vị, sang ngày 16 thì Lý Uyên chính thức xưng đế, kiến lập triều Đường, tức Đường Cao Tổ. Tại khu vực Trung Nguyên, sau khi biết tin Tùy Dạng Đế mất, ngày 22 tháng 6 năm 618, tướng trấn thủ Lạc Dương là Vương Thế Sung đưa Việt vương Dương Đồng lên ngôi, tức Tùy Ai Đế (Hoàng Thái Chủ); ngày 23 tháng 5 năm 619, Vương Thế Sung phế Dương Đồng, triều Tùy mất; đến ngày 25 thì Vương Thế Sung tự lập làm hoàng đế, đặt quốc hiệu "Trịnh".

## Cương vực và hành chính
Thời kỳ Tùy-Đường, quan chế địa phương từng bước hoàn thiện, Tùy Văn Đế đổi chế độ ba cấp châu-quận-huyện từ thời Hán Linh Đế thành chế độ hai cấp châu-huyện, đồng thời hợp nhất một số châu huyện, cắt giảm viên chức dư thừa, tinh giản cơ cấu chính quyền. Sang thời Tùy Dạng Đế, Tùy lại đổi châu thành quận, vẫn duy trì chế độ hai cấp. Mặc dù triều Tùy thi hành chế độ hai cấp quận (châu) và huyện, song số quận vượt xa con số 60 quận vào năm thứ 31 (210 TCN) thời Tần Thủy Hoàng, cũng như con số 103 quận vào năm Nguyên Thủy thứ 2 (2) thời Hán Bình Đế, vào thời kỳ đỉnh cao có đến 190 quận. Triều đình Tùy không thể đồng thời quan tâm đến gần 200 đơn vị hành chính cấp quận, do vậy Tùy Dạng Đế mô phỏng theo Hán Vũ Đế khi xưa, thiết lập "giám sát châu" để giám sát công việc tại các quận, giám sát châu đặt chức quan thứ sử, phụ quan có trưởng sử hay tư mã. Đương thời, Tùy có các "giám sát châu": Ký Châu đạo, Duyện Châu đạo, Thanh Châu đạo, Từ Châu đạo, Dự Châu đạo, Dương Châu đạo, Kinh Châu đạo, Lương Châu đạo và Ung Châu đạo. Ở cấp quân (châu) thì đặt chức thái thú, phụ quan có quận thừa, quận úy hay quận chính. Tại phong quốc của các chư hầu vương, đặt các quốc quan: lệnh, đại nông, úy, điển vệ, thường thị. Dưới cấp quận (châu) thì đặt khu hành chính cấp huyện, các huyện đặt huyện lệnh, phụ quan có: huyện thừa, huyện úy, huyện chính. Thủ đô còn gọi là "Kinh huyện", các huyện căn cứ theo vị trí mà phân thành "vọng huyện" và "khẩn huyện", hoặc dựa theo hộ khẩu ít hay nhiều mà phân thành bốn hạng: thượng, trung, trung hạ và hạ. Tổ chức cơ sở dưới cấp huyện là hương, lý, bảo, lân; hương đặt chức "kì lão", lý đặt chức "lý chính". "Lý chính" phụ trách khảo sát hộ khẩu, thu và giao đất đai, giám sát sản xuất nông nghiệp. Thị trấn có trên 500 hộ thì lập phường, đặt chức phường chính; ở bên ngoài thành thì lập thôn; đặt chức "thôn chính".

Chín "giám sát châu" thời Tùy Dạng Đế, từ nam lên bắc: Dương Châu (扬州), Kinh Châu (荆州), Lương Châu (梁州), Dự Châu (豫州), Từ Châu (徐州), Ung Châu (雍州), Ký Châu (冀州), Duyện Châu (兖州), Thanh Châu (青州).

Tùy Văn Đế cải cách chế độ bổ nhiệm quan viên địa phương, áp dụng "chế độ thuyên tự": quan viên địa phương từ hàng cửu phẩm trở lên đều do Lại bộ bổ nhiệm và miễn nhiệm, mỗi năm lại tiến hành khảo hạch. Tá lại châu huyện cứ ba năm lại bị hoán đổi, không được phép dùng người địa phương, nhất định phải dùng người nơi khác, do đó ngăn chặn được cường hào địa chủ ở địa phương lũng đoạn chính quyền, giảm thiểu nguy cơ quan thương câu kết, tăng cường khống chế của trung ương đối với địa phương. Triều Tùy phỏng theo cửu phẩm trung chính chế, chiếu theo hoàn cảnh của các quận (châu) và huyện mà phân trên dưới, dựa vào đó mà chức quan và phẩm cấp cũng khác biệt, song tình huống cụ thể thì được ghi lại không nhiều. Ngoài ra, Ung châu, Kinh Triệu quận, Trường An huyện do yếu tố chính trị nên được quy hoạch khá đặc thù, danh xưng của trưởng quan, cách sắp xếp chức quan cũng có khu biệt. Sau khi triều Tùy diệt vong, triều Đường đổi quận thành châu, đồng thời trên cấp châu đặt giám sát khu cấp đạo, lập ra chế độ hai cấp châu và huyện.
Về cương vực, triều Tùy có chiến tranh kéo dài nhiều năm với Cao Câu Ly ở đông bắc, biên giới cố định tại khu vực Liêu Thủy. Ở biên giới phía bắc, khu vực Hà Sáo từng do Đột Quyết khống chế song sau bị Tùy chiếm lĩnh, biên giới mở rộng đến các nơi ở phía bắc Âm Sơn như Ngũ Nguyên, Định Tương, hàng phục Khải Dân khả hãn của Đột Quyết. Ở khu vực Tây Vực, triều Đường thu được Y Ngô quận (nay là địa khu Cáp Mật, Tân Cương). Nhân cơ hội Thổ Dục Hồn hãn quốc bị Cao Xa đánh bại, Tùy Dạng Đế cho quân đánh diệt Thổ Dục Hồn, chiếm được lãnh địa ở khu vực Thanh Hải, ở hành lang Hà Tây, đặt bốn quận: Thiện Thiện, Thả Mạt, Tây Hải, Hải Nguyên; thâm nhập hồ Thanh Hải và đông bộ Tây Vực. Ở tây nam, vào thời Tùy sơ có khả năng cai quản khu vực Nam Trung, vào năm 593 đặt Nam Ninh châu tổng quản tại Vị (nay thuộc Khúc Tĩnh, Vân Nam), song một vài năm sau do Thoán tộc phản kháng nên bị bãi bỏ. Ở phương nam, triều Tùy tiến đánh nước Lâm Ấp, đặt ba quận: Bỉ Cảnh, Tượng Phổ, Hải Âm; trong đó Hải Âm quận ở phía nam Nhật Nam quận thời Tây Hán, không lâu sau người Lâm Ấp thu phục đất cũ. Ngay từ thời Nam triều Lương và Trần, thủ lĩnh tộc Lý ở Nam Lĩnh là Tiển phu nhân đã được người Đam Nhĩ trên đảo Hải Nam quy phụ. Do Tiển phu nhân quyết định trung thành với Tùy, Tùy thuận lợi trong việc quản lý đảo Hài Nam, đặt Châu Nhai quận và Đam Nhĩ quận trên đảo.

## Chế độ chính trị

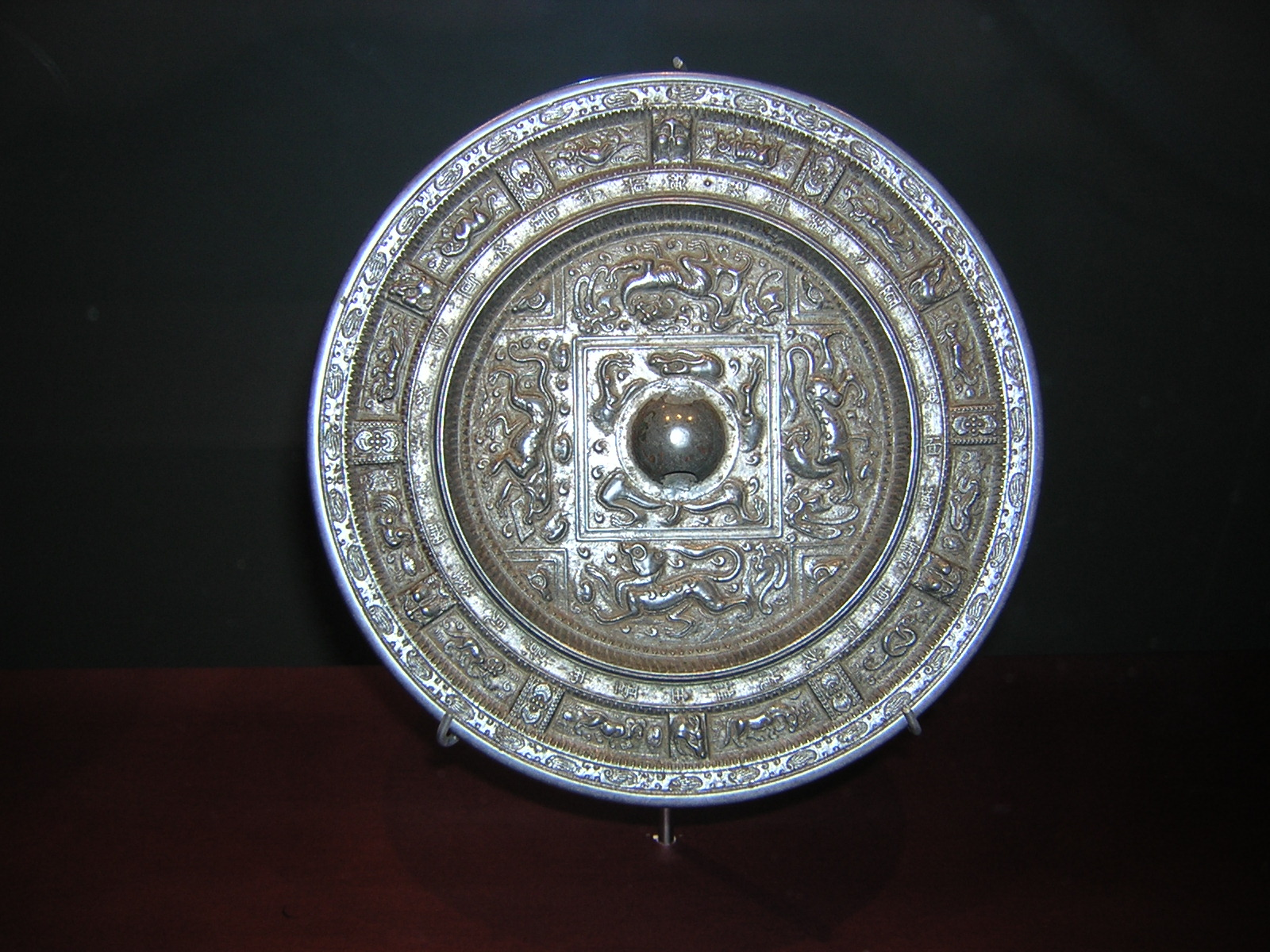
Gương đồng thời Tùy, mặt sau thể hiện 12 con giáp

Thời kỳ Nam Bắc triều, chính phủ có tổ chức phức tạp, Tùy Văn Đế phế trừ thể chế phỏng theo Chu Lễ của Bắc Chu, sáng lập ra chế độ lục quan, chính thức xác lập tam tỉnh lục bộ chế, phát triển toàn diện thể chế trung ương tập quyền. Triều Tùy đặt ra các hư chức tam sư, tam công; mang tính cao quý trên danh nghĩa, song không có quyền lực. Thời Tùy, quyền của hoàng đế cực kỳ lớn, quyền của tể tướng bị phân cho ba cơ quan thượng thư tỉnh (thượng thư bộc xạ), môn hạ tỉnh (nạp ngôn) và nội sử tỉnh (nội sử lệnh), khiến họ kiểm soát lẫn nhau, mà lại nghe theo lệnh của Hoàng đế. Nội sử tỉnh khởi thảo chiếu lệnh, là cơ cấu quyết sách; Môn hạ tỉnh có nhiệm vụ phong bác, là cơ cấu thẩm nghị; Thượng thư tỉnh chấp hành chính lệnh, là cơ quan hành chính. Thượng thư tỉnh là trung tâm hành chính, quản lý Lục bộ, mệnh lệnh của Lục bộ lại giao cho cửu tự ngũ giám chấp hành. Cơ quan giám sát trung ương là ngự sử đài, do ngự sử đại phu phụ trách, kiểm soát hình pháp điển chế của quốc gia, chỉnh lý triều đình. Đô thủy đài quản lý vận chuyển đường thủy, quản lý Đại Vận Hà và mương thủy lợi.
Thượng thư tỉnh chủ yếu do Lục bộ: Lại bộ, Lễ bộ, Binh bộ, Dân bộ, Hình bộ, Công bộ hợp thành, mỗi bộ lại phân thành 4 ti. Lại bộ đứng đầu trong Lục bộ, kiểm soát việc tuyển dụng, thăng chức, chuyển chức, phong thưởng, xem xét thành tích công tác của quan viên; đóng vai trò quyết định trong nền chính trị quốc gia. Hộ bộ quản lý nghiệp vụ hộ khẩu, thu thuế, tính toán; duy trì chi tiêu của triều đình. Lễ bộ quản lý nghiệp vụ lễ nghi, tế tự, tiến cử, ngoại giao. Binh bộ quản lý nghiệp vụ quốc phòng như võ tuyển, do thám khảo sát, huấn luyện tướng sĩ, sản xuất vũ khí. Hình bộ quản lý nghiệp vụ pháp vụ như mệnh lệnh, hình pháp, giam cầm lao dịch. Công bộ quản lý nghiệp vụ kinh tế và hậu cần như nông nghiệp, xây dựng, thủ công nghiệp. Cửu tự ngũ giám là cơ quan xử lý công vụ của chính quyền trung ương; cửu tự phân thành: thái thường, quang lộc, vệ úy, tông chính, thái phó, đại lý, hồng lô, tư nông và thái phủ; ngũ giám có quốc tử giám, tương tác giám, thiếu phủ giám, quân khí giám, đô thủy giám. Tự giám chấp hành mệnh lệnh do Lục bộ truyền xuống, sau khi chấp hành thì phải thuật lại. Khi xử lý cụ thể sự vụ, tự giám có quan hệ lệ thuộc và thừa thụ với Lục bộ.
Thời Lương Vũ Đế, Nam triều Lương trong việc tuyển chọn nhân tài hữu dụng đã có mầm mống của chế độ khoa cử, song cửu phẩm trung chính chế từ thời Ngụy-Tấn vẫn được tiếp tục. Thời Tùy, vào năm Khai Hoàng thứ 7 (587) thời Tùy Văn Đế, chính thức thiết lập chế độ khoa cử, thay thế cửu phẩm trung chính chế, từ đó trong việc tuyển quan không cần tra hỏi về gia thế. Chế độ khoa cử vào sơ kỳ được tiến hành bằng việc các châu mỗi năm tuyển chọn tiến cử ba nhân tài, tham gia khảo thí 'tú tài khoa' và 'minh kinh khoa'; năm Đại Nghiệp thứ 2 (606) thời Tùy Dạng Đế, tăng thêm 'tiến sĩ khoa'. Đương thời, tú tài thi phương lược (phương pháp và mưu lược), tiến sĩ thi thời vụ sách (trả lời câu hỏi luận thời vụ), minh kinh thi kinh thuật; hình thành một khuôn khổ hoàn chỉnh cho chế độ phân khoa tuyển tài quốc gia. Đương thời, 'minh kinh' là cao cấp nhất, 'tiến sĩ' xếp sau. Đương thời, chế độ tuyển sĩ chỉ gọi là 'tú tài khoa', có khác biệt nhất định so với khoa cử thời Đường. 'Tú tài khoa' có thể được xem là khởi đầu cho khoa cử, so với thời Đường sau này thì không hoàn chỉnh, trên thực tế tác dụng chọn kẻ sĩ làm quan không lớn, song vẫn cải biến được cục diện thế tộc lũng đoạn quan chức. Chế độ khoa cử chiếu theo yêu cầu đã có từ lâu về địa vị chính trị của thứ tộc địa chủ, hòa hoãn mâu thuẫn giữa họ với triều đình, khiến họ trung thành với triều đình, đối với triều đình có lợi ích là tuyển chọn được nhân tài giúp tăng cường hiệu suất chính trị, có tác dụng tích cực trong củng cố thể chế trung ương tập quyền. Dựa trên những kinh nghiệm từ việc thi hành chế độ khoa cử vào thời Tùy, chế độ khoa cử vào thời Đường đạt đến mức thành thục.
Luật pháp Bắc Chu có khi lỏng lẻo, có khi khắt khe, việc kiểm soát không tốt, dẫn đến hình phạt hỗn loạn. Sau khi Tùy Văn Đế tức vị, vào năm 581 mệnh Cao Quýnh và những người khác tham khảo luật chế cũ của Bắc Chu và Bắc Tề để định ra pháp luật. Năm 583, Hoàng đế lại khiển Tô Uy và những người khác tu đính thêm, hoàn thành "Khai Hoàng luật". "Khai Hoàng luật" lấy "Hà Thanh luật" của Bắc Tề làm nền tảng, tham khảo luật điển của Bắc Chu và Nam triều Lương, giản hóa luật văn. Sử gọi là "hình võng giản yếu, sơ nhi bất thất" (lưới pháp luật ngắn gọn súc tích, thưa mà không để lọt), quy định đối với người phạm 10 tội: mưu phản, mưu đại nghịch, mưu bạn, ác nghịch, bất đạo, đại bất kính, bất hiếu, bất mục, bất nghĩa, nội loạn thì sẽ bị nghiêm khắc trừng trị không tha thứ, triều Đường sau này tiếp tục sử dụng. "Khai Hoàng luật" gồm 12 quyển, 500 điều, hình phạt phân thành 5 chủng: 'tử hình' (giết), 'lưu hình' (đày), 'đồ hình' (làm việc nặng), 'trượng hình' (đánh trượng), 'si hình' (đánh roi) với 20 cấp. Bộ luật này lại bỏ các hình phạt thảm khốc của các triều trước như 'tiên hình' (đánh roi tàn bạo), 'kiêu thủ' (chém rồi bêu đầu), là cơ sở pháp điển của các triều đại sau này.

## Ngoại giao
Về giao lưu đối ngoại, triều Tùy chủ trương thi hành thế chế triều cống với các nước thần phục, các nước phiên thuộc tôn triều Tùy làm tông chủ, triều cống định kỳ, chung sống hòa bình. Nếu có quốc gia không muốn thần phục, khi cần thiết triều Tùy sẽ lựa chọn thủ đoạn chiến tranh để uy phục. Nếu như có quốc gia nào xâm phạm một quốc gia khác, triều Tùy sẽ bang trợ cho nước yếu đánh bại nước mạnh để duy trì thể chế triều cống. Nếu một quốc gia thần phục triều Tuỳ, sẽ nhận lại được ưu đãi của triều Tùy, do vậy xuất hiện cục diện rất nhiều nước khiển sứ đến Tùy, song do Tùy Dạng Đế quá khoa trương, lãng phí không ít nhân lực và vật tư.
Ở phương bắc, sau khi Thổ Môn khả hãn tiêu diệt Nhu Nhiên, Đột Quyết hãn quốc trở thành cường quốc ở Mạc Nam và Mạc Bắc, không triều đại Bắc triều nào không tiến cống Đột Quyết. Tuy nhiên, sau khi Đà Bát khả hãn qua đời, Đột Quyết đại loạn, đồng thời xuất hiện đến 5 vị khả hãn, trong đó Sa Bát Lược khả hãn là đại khả hãn, Am La là Đệ nhị khả hãn, Đại La Tiện là A Ba khả hãn, Điếm Quyết là Đạt Đầu khả hãn.
Năm 583, do triều Tùy không tiếp tục tiến cống Đột Quyết, cộng thêm thỉnh cầu từ Thiên Kim công chúa của Bắc Chu, Sa Bát Lược khả hãn quyết định phát binh đánh Tùy. Trải qua nhiều trận chiến, Tùy Văn Đế đánh bại Đột Quyết, đồng thời sử dụng mưu kế của Trưởng Tôn Thịnh nên khiến cho Đột Quyết hãn quốc chính thức phân liệt thành Đông Đột Quyết và Tây Đột Quyết.
Năm 599, Khải Dân khả hãn của Đông Đột Quyết chiến bại hàng Tùy.
Đến năm 611 thì Nê Quyết Xử La khả hãn của Tây Đột Quyết cũng chiến bại hàng Tùy, uy hiếp từ Đột Quyết tạm thời được giải trừ.
Năm 605, tướng Tùy Vi Vân Khởi suất binh sĩ Đột Quyết đánh bại Khiết Đan, Vi Vân Khởi truyền lời mượn đường qua Liễu Thành và qua lại Cao Câu Ly, rồi suất quân tiến vào. Quân Vi Vân Khởi tiến đến nơi cách đại doanh Khiết Đan 50 lý, đột nhiên phát động tiến công, đánh bại quân Khiết Đan.
Năm 606, Khải Dân khả hãn của Đột Quyết đến chầu, Tùy Dạng Đế chiêu tập nhạc nhân toàn quốc để chiêu đãi Khả hãn. Năm sau, Tùy Dạng Đế đến Du Lâm, lệnh cho Vũ Văn Khải dựng lều lớn, mời Khải Dân khả hãn và tộc trưởng các tộc Khiết Đan, Hề, Tập tham gia đại yến, đồng thời xem tán nhạc, Dạng Đế còn tặng cho họ một lượng lớn tơ lụa. Tùy Dạng Đế cũng mệnh Vũ Văn Khải dựng đại điện tạm thời, gọi là 'quan phong hành điện'. Ngoại tộc tại địa phương nghĩ rằng nó mang công lực thần linh, cứ mỗi khi trông thấy ngự doanh, ngoài 10 lý đã quy phục khấu đầu, đi bộ không dám cưỡi ngựa.
Tuy nhiên, vào thời Tùy mạt Đường sơ, quần hùng các nơi như Tiết Cử, Vương Thế Sung, Lưu Vũ Chu, Lương Sư Đô, Lý Quỹ, Cao Khai Đạo nối tiếp nhau xưng thần với Đông Đột Quyết để cầu viện, Đông Đột Quyết hiệp trợ họ làm loạn, làm suy yếu triều đình Trung Nguyên.

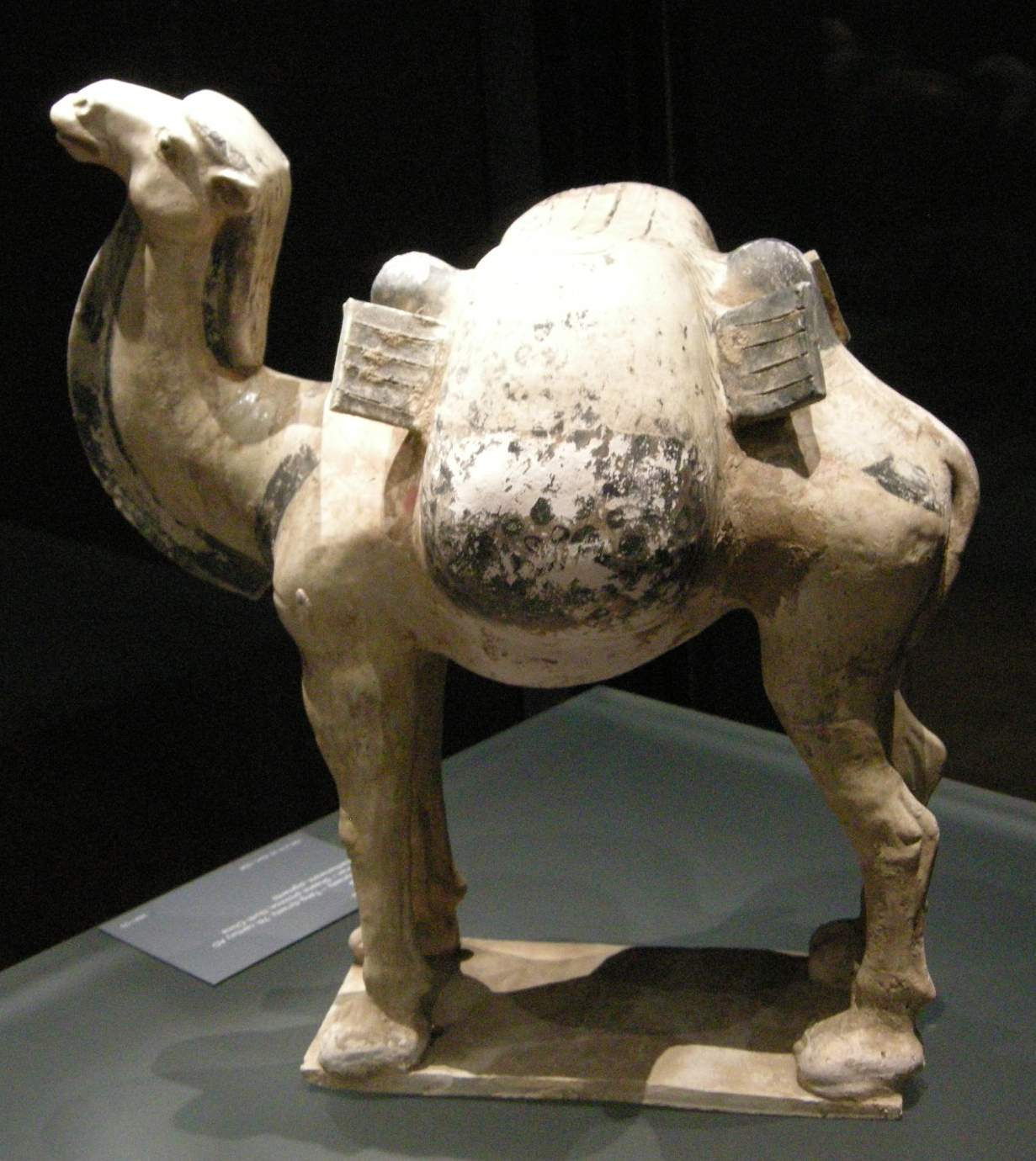
Tượng gốm lạc đà triều Tùy.

Đương thời, con đường tơ lụa Tây Vực lấy Đôn Hoàng làm xuất phát điểm, phân thành ba đường về phía tây, từ Y Ngô (nay thuộc Cáp Mật, Tân Cương) gọi là bắc lộ, từ Cao Xương là trung lộ, từ Thiện Thiện là nam lộ, từ đông sang tây dài gần 2 vạn lý. Ngoài các nước có từ trước như Thổ Dục Hồn, Cao Xương, Yên Kỳ, Quy Từ, Sơ Lặc, Vu Điền, tại khu vực Trung Á còn có các nước Thổ Hỏa La, Chiêu Vũ cửu tính, và đế quốc Sassanid cường thịnh. Thổ Dục Hồn hãn quốc là cường quốc nằm ở Thanh Hải, Hà Tây. Thủy tổ của Thổ Dục Hồn hãn quốc là Mộ Dung Thổ Dục Hồn, con của Mộ Dung Thiệp Quy, do bất hòa với Mộ Dung Hối nên suất chúng Tiên Ti dời về phía tây, cuối cùng định cư tại khu vực Thanh Hải. Thổ Dục Hồn hãn quốc được lập vào năm 329, chế độ phép tắc tương đồng với chế độ triều Tấn, còn phong tục thì tương tự như Nhu Nhiên và Đột Quyết.
Năm 608, triều thần của Tùy là Bùi Củ xúi giục Cao Xa tập kích Thổ Dục Hồn, Thổ Dục Hồn cầu Tùy phái viện quân đến. Tùy Dạng Đế thừa cơ xuất binh, đến năm sau thì diệt Thổ Dục Hồn, Bồ Tát Bát khả hãn chạy trốn. Triều đình Tùy đặt 4 quận: Thiện Thiện, Thả Mạt, Tây Hải, Hà Nguyên để quản lý hành lang Hà Tây.
Đương thời, thương nhân Tây Vực tập trung tại Trương Dịch, Tùy Dạng Đế lệnh cho Bùi Củ lưu lại Trương Dịch quản lý vấn đề thông thương. Bùi Củ căn cứ theo phong tục dân tình của các nước, soạn viết "Tây Vực đồ kỳ".
Năm 609, sau khi diệt Thổ Dục Hồn, Tùy Dạng Đế đến Trương Dịch chiêu kiến quân chủ các nước Tây Vực. Kết quả, quân chủ và đại thần của 27 nước Tây Vực đến dự yến, như Cao Xương vương Khúc Bá Nhã.
Để thể hiện sự giàu có đầy đủ của quốc gia, vào tết Nguyên Tiêu năm 610, Tùy Dạng Đế ở đông đô cho biểu diễn nhạc vũ tạp kỹ chiêu đãi người Tây Vực, giữa đêm đốt đèn chiếu sáng như ban ngày, trăng lặn mới thôi. Đồng thời mời người Tây Vực uống rượu no say, người Tây Vực qua đó nhận thấy sự phô trương xa hoa quá độ của Tùy Dạng Đế.
Năm 615, triều Tùy trên bờ sụp đổ, Bồ Tát Bát khả hãn phục quốc thành công, cuối cùng đến năm 663 thì bị Thổ Phồn diệt. Tùy Dạng Đế chi ra rất nhiều vật tư tiền bạc để phô trương thanh uy của triều Tùy, lệnh cho các quận huyện ven con đường tơ lụa chiêu đãi người Tây Vực, đến khi Tùy mất mới thôi.
Ở phương nam, Tùy đặt Nam Ninh châu (tức Ninh châu thời Nam triều) tại khu vực Nam Trung, song trên thực tế do hào tộc Thoán thị tại địa phương quản lý, Thoán thị cũng phát triển thành dân tộc.
Không lâu sau, Thoán tộc phản Tùy, đến năm 597 Tùy Văn Đế khiển Sử Vạn Tuế suất binh chinh thảo, giành chiến thắng tại khu vực sông Tây Nhị, Điền Trì. Các nhân vật chủ yếu của Thoán tộc là Thoán Chấn, Thoán Ngoạn vào triều, song bị Tùy Văn Đế giết.
Đến thời Tùy mạt, Thoán tộc phân liệt thành Đông Thoán và Tây Thoán, Đông Thoán gọi là "Ô Man", Tây Thoán gọi là "Bạch Man". Tây Thoán do 6 bộ lạc hợp thành, cũng gọi là Lục Chiếu, trong Lục Chiếu thì Mông Xá Chiếu là tiền thân của Nam Chiếu và Đại Lý. Nhìn vào việc kinh lược của triều Tùy tại Nam Trung, như học giả Phương Quốc Du chỉ ra, là phần nhiều dựa vào vũ lực mà ít thiết lập tổ chức chính trị.
Ở phía nam, có các nước Lâm Ấp, Xích Thổ, Chân Lạp, Bà Lợi; Tùy Dạng Đế từng phái Thường Tuấn, Vương Quân Chính đi sứ sang Xích Thổ. Năm 608, Thường Tuấn đem theo 5000 tấm tơ lụa tặng cho Xích Thổ quốc vương Cù Đàm Lợi Phú Đa Tắc (瞿曇利富多塞), ông đi thuyền từ Nam Hải quận đến Xích Thổ. Quốc vương của Xích Thổ khiển vương tử Na Da Già (那邪迦) theo Thường Tuấn sang Tùy, Tùy Dạng Đế ban cho Na Da Già quan vị và vật phẩm.

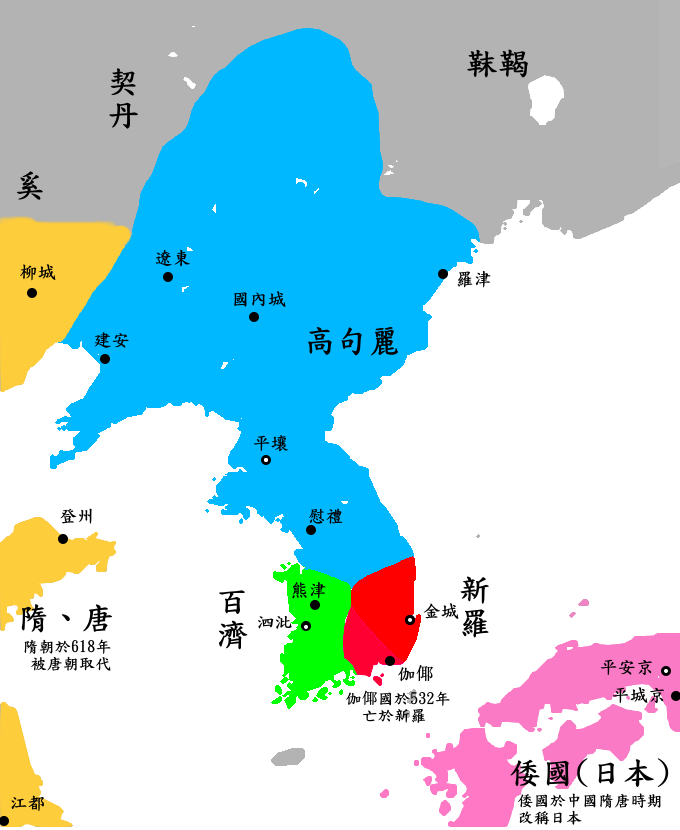
Các quốc gia ở đông bắc Tùy
Cao Câu Ly
Bách Tế
Tân La
Oa Quốc (Nhật Bản)

Ở phía đông bắc và đông của Tùy có các nước Cao Câu Ly, Bách Tế, Tân La, Oa Quốc và Lưu Cầu.
Cao Câu Ly là cường quốc trong khu vực, quốc đô là Trường An thành (nay thuộc Bình Nhưỡng, Triều Tiên). Sau khi Tùy diệt Nam triều Trần, Bình Nguyên Vương của Cao Câu Ly liền chuẩn bị phòng ngự trước khả năng quân Tùy xâm phạm.
Năm 598, Anh Dương Vương của Cao Câu Ly đem theo hơn vạn người tiến đánh Liêu Tây. Tùy Văn Đế sau đó phát động 30 vạn đại quân, theo hai đường thủy lộ tiến công Cao Câu Ly. Tuy nhiên, đường bộ hiểm ác, tử thương thảm trọng, Tùy Văn Đế chỉ muốn thoái binh, sau đó Anh Dương Vương khiển sứ đến thỉnh hỏa, hai bên hòa bình. Sau này, Tùy Dạng Đế lại tiếp tục đi theo đường cũ của phụ hoàng, ba lần thực hiện chiến tranh quy mô lớn chống Câu Câu Ly trong các năm 612, 613, 614; trong đó quân Tùy thảm bại trong cuộc chiến năm 612, hao phí cực kỳ nhiều nhân lực và vật tư, tăng thêm gánh nặng cho nhân dân, sau đó phát sinh dân biến.
Bách Tế vào những năm đầu Khai Hoàng đã khiển sứ đến Tùy, Tùy phong cho Dư Xương là "Thượng Khai phủ, Đái Phương quận công, Bách Tế vương". Sau khi Tùy diệt nam triều Trần, có chiến thuyền trôi dạt trên biển, được Bách Tế cung cấp cho vật tư đầy đủ đưa về, đồng thời phái sứ đến chúc hạ triều Tùy thống nhất Trung Hoa. Khi Tùy Dạng Đế đánh Cao Câu Ly, Bách Tế từng điều động quân trong lãnh thổ, tuyên bố là hiệp trợ quân Tùy, song trên thực tế vẫn duy trì quan hệ hữu hảo với Cao Câu Ly, bảo vệ lợi ích của hai nước.
Tân La vào năm 594 khiển sứ đến Tùy, Tùy phong cho Chân Bình Vương của Tân La là "Thượng Khai phủ, Lạc Lãng quận công, Tân La vương". Trong những năm Đại Nghiệp thời Tùy Dạng Đế, Tân La thường khiển sứ sang Tùy.
Oa Quốc (tức Nhật Bản) từng nhiều lần phái sứ sang Trung Quốc thông hảo, năm 600 lại đem theo vài chục sa môn (tức tăng lữ) sang Tùy học Phật pháp. Năm 607, Thôi Cổ thiên hoàng của Đại Hòa phái khiển Tùy sứ Tiểu Dã Muội Tử chuyển quốc thư cho Tùy Dạng Đế, tuy nhiên trong thư lại ghi Hoàng đế Tùy là "nhật một Thiên tử" (thiên tử xứ Mặt Trời lặn), Tùy Dạng Đế do vậy rất tức giận. Năm sau, Tiểu Dã Muội Tử lại đi sứ sang Tùy, trong quốc thư đổi cách gọi là "Đông thiên hoàng kính Bạch Tây hoàng đế" để quan hệ hai bên được hòa hoãn. Tùy Dạng Đế vào năm 608 phái Bùi Thế Thanh sang Nhật.
Tùy Dạng Đế vào năm 607 và 608 phái Chu Khoan đi Lưu Cầu (nay có thể là quần đảo Ryukyu hoặc Đài Loan) để "úy phủ" nước ấy, song Lưu Cầu không thuận theo. Năm 610, Tùy Dạng Đế lại phái Trần Lăng, Trương Trấn Châu suất vạn binh tiến đánh Lưu Cầu, đánh giết vua nước này là Hoan Tư Khát Tứ Đâu (歡斯渴刺兜), bắt vài nghìn nam nữ rồi trở về. Trong thời gian Tùy tiến đánh, người Lưu Cầu từng đến chỗ quân Tùy tiến hành hoạt động mậu dịch.

## Chế độ quân sự

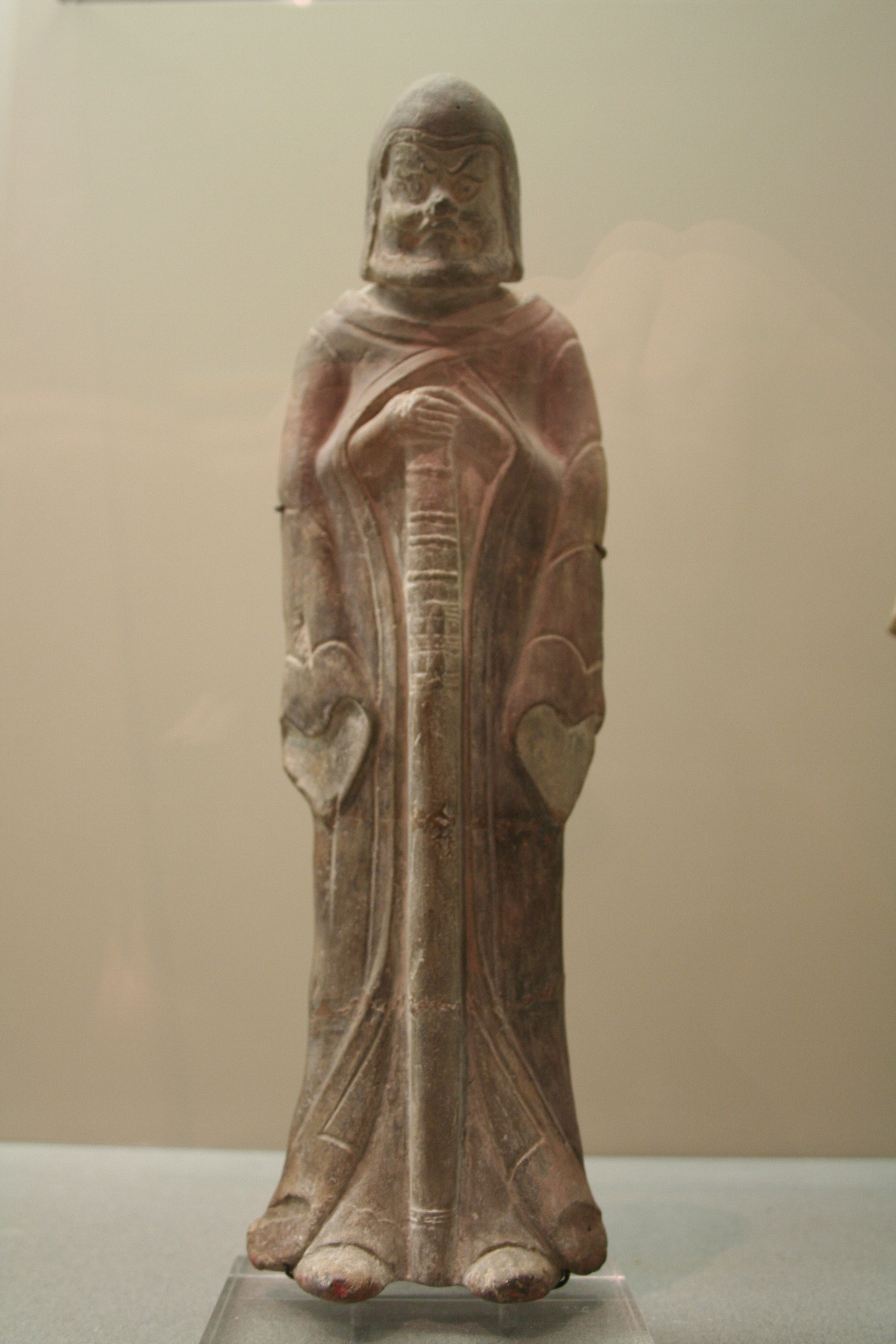
Tượng dũng sĩ tùy táng thời Tùy

Về chế độ quân sự, triều Tùy phân đặt chư vệ, chế độ thống soái quân phủ bảo vệ bắt nguồn từ 'thập nhị đại tướng quân chế' từ thời Tây Ngụy-Bắc Chu; đặt ra tư vệ, tư võ quan, thống soái phủ binh bảo vệ cung cấm; lại có Vũ hầu phủ thống soái phủ binh tuần cảnh kinh thành, đều đặt một 'thượng đại phu'. Thời Tùy sơ, vẫn theo chế độ của Bắc Chu, Tùy Văn Đế đặt ra thập nhị vệ do trung ương quản lý, tiền thân của thập lục vệ. Thập nhị vệ phân thành tả/hữu dực vệ, tả/hữu kiêu kỵ vệ, tả/hữu vũ vệ, tả/hữu đồn vệ, tả/hữu hậu vệ, tả/hữu ngự vệ. Thập nhị vệ phụ trách phòng vệ và chinh chiến, trong đó phòng vệ phân thành 'nội vệ' và 'ngoại vệ'. Khi có chiến sự, hoàng đế hạ chiếu mệnh cho 'hành quân nguyên soái' hay 'hành quân tổng quản' làm quan chỉ huy thời chiến, hợp thành tổ chức tác chiến. Như trong cuộc chiến tranh tiêu diệt Nam triều Trần, do vùng chiến sự tương đối lớn, Dương Quảng, Dương Tuấn và Dương Tố là 'hành quân nguyên soái', trong đó Dương Quảng thống nhất điều độ. Trong chiến tranh giữa Tùy và Đột Quyết, Lý Hoảng được bổ nhiệm là 'hành quân tổng quản'. Trong chiến tranh giữa Tùy và Thổ Dục Hồn, Lương Viễn được bổ nhiệm làm 'hành quân tổng quản'. Sau khi kết thúc tác chiến, chức vụ 'hành quân tổng quản' cũng bị bãi bỏ, quân đội được giao trả lại cho tổng quản các nơi. Năm Đại Nghiệp thứ 3 (607), Tùy Dạng Đế đem thập nhị vệ mở rộng thành chế độ "vệ thống phủ", điều này là nhằm khuếch trương lực lượng quân sự, tăng cường lực lượng thị vệ trung ương và phân tán quyền lực của các tướng. "Vệ thống phủ" có 12 vệ và 4 phủ, gọi chung là thập lục vệ hoặc thập lục phủ; bốn phủ thành lập mới là tả/hữu bị thân phủ và tả/hữu giám môn phủ. Thập nhị vệ phụ trách thống lĩnh phủ binh và phòng vệ kinh thành; tứ phủ không lãnh đạo phủ binh, tả/hữu bị thân phủ phụ trách hộ vệ Hoàng đế, tả/hữu giám môn phủ phân quản tại các cổng của cung điện. Thập nhị vệ chỉ huy ngoại quân, 'kiêu kị vệ quân' thuộc tả/hữu dực vệ, 'báo kị quân' thuộc tả/hữu kiêu vệ, 'hùng cừ quân' thuộc tả/hữu vũ vệ, 'vũ lâm quân' thuộc tả/hữu đồn vệ, 'xạ thanh quân' thuộc tả/hữu ngự vệ và 'thứ phi quân' thuộc tả/hữu hậu vệ; Tả/hữu dực vệ kiêm lĩnh nội quân. Nội quân chỉ binh sĩ 'ngũ quân phủ' do ba vệ thân, huân, dực của tả/hữu dực vệ quản lý, cùng với tam vệ tam phủ của Đông cung, đều do con em quan lại cấp cao đảm nhiệm.
Tùy Văn Đế cũng phân toàn quốc thành các khu vực quân sự, đặt chức tổng quản phụ trách quân sự tại các khu vực này, thời bình thì phòng bị biên cảnh, thời chiến thì phụng mệnh xuất chinh; có tổng quản phủ phân thành ba hạng: thượng, trung, hạ. Ngoài ra, còn có tứ đại tổng quản: Tấn vương Dương Quảng canh giữ Tịnh châu, Tần vương Dương Tuán canh giữ Dương châu, Thục vương Dương Tú canh giữ Ích châu, Vi Thế Khang canh giữ Kinh châu. Triều Tùy tổng cộng đặt 30-50 tổng quản, lấy Trường An làm trung tâm mà phân thành tứ đại quân khu: Đông, Tây, Nam, Bắc; trú thủ tại các châu để chống ngoại hoạn. Triều Tùy lấy khu vực biên cương phương bắc là trọng điểm, trấn thủ đất hiểm yếu. Quân khu cả thảy có: Bát phủ Bắc và Tây Bắc, chủ yếu phòng ngự Đột Quyết hãn quốc; Thất phủ Đông Bắc phòng ngự Đột Quyết hãn quốc và Khiết Đan; Bát phủ Trung Tây bộ bảo vệ quanh kinh thành, cứ thủ đầu nguồn sông; Cửu phủ Đông Nam canh giữ những nơi có địa hình hiểm yếu ở phương nam; còn có Điệp châu để phòng ngự Thổ Dục Hồn, Nam Ninh châu để áp chế Thoán tộc; về sau lại tăng thêm hai phủ Toại-Lô để phòng ngự các bộ lạc ở Tây Nam. Về sau, triều Đường kế thừa cách làm này, đồng thời phát triển thành các quân khu hay giám sát khu gọi là 'đạo'.
Tùy Văn Đế đối với "phủ binh chế" cũng có những cải cách, đem chế độ phẩm cấp quan chức Bắc Chu và văn thần võ tướng vào trong một hệ thống đẳng cấp đồng nhất. Năm 590, ban bố mệnh lệnh đưa quân hộ nhập vào dân hộ, quân nhân ngoài quân tịch bản thân, cũng có thể cùng gia thuộc nhập vào hộ tịch địa phương, chiếu theo 'quân điền chế' mà nhận ruộng, miễn trừ thuế, đồng thời chiếu theo quy định phải luân phiên đến kinh thành phòng vệ, hoặc chấp hành nhiệm vụ khác. Mệnh lệnh này giảm bớt được gánh nặng kinh tế của triều đình trung ương, đồng thời khiến quân nhân có thể sống cùng gia thuộc, cũng mở rộng nguồn binh của triều đình, được gọi là 'binh nông hợp nhất'.

## Nhân khẩu

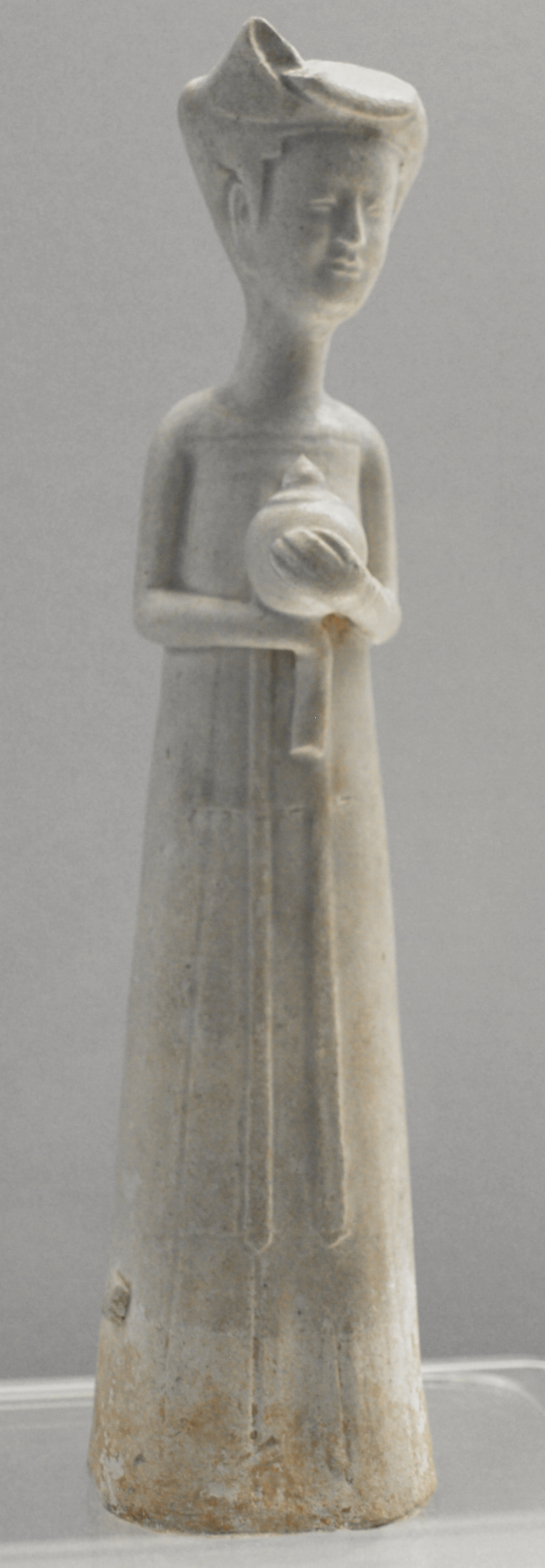
Tượng gốm thị nữ từ thời Tùy

Thời Ngũ Hồ thập lục quốc và Nam-Bắc triều, các dân tộc du mục và dân tộc nông nghiệp có sự giao thoa về văn hóa, đến Tùy triều thì hình thành Hán-Hồ dung hợp văn hóa, các dân tộc ở lưu vực Hoàng Hà và Trường Giang dung hợp, lấy tộc Hán làm chủ thể, tạo thành tộc Hán mới. Thời kỳ Ngụy-Tấn-Nam-Bắc triều, do chiến tranh kéo dài nên số hộ khẩu trên thực tế suy giảm; do chiến tranh và thuế nặng nên người dân che giấu về hộ khẩu, dẫn đến số hộ điều tra được ít hơn so với thực tế; thế tộc có nhu cầu sử dụng một lượng lớn nhân lực để sản xuất nông nghiệp, bao gồm những người trốn tránh việc nộp thuế. Xuất hiện hiện tượng "bách thất hợp hộ, thiên đinh cộng tịch" (trăm nhà hợp thành một hộ, nghìn đinh cùng chung hộ tịch), khiến số hộ khẩu mà triều đình thống kê được ít hơn nhiều con số thực tế. Đến thời Tùy, số hộ khẩu bắt đầu tăng lên nhanh chóng, chủ yếu là do thuế nhẹ và lao dịch ít, cộng thêm việc chính trị thế tộc và chế độ trang viên bị suy yếu, nhân dân tình nguyện thoát ly sự bảo hộ của thế tộc để tự lập môn hộ. Do thống kê chính xác số khẩu sẽ đảm bảo được nguồn thu thuế, Cao Quýnh lệnh cho các quan châu huyện đều phải kiểm tra hộ khẩu mỗi năm, do vậy địa phương không thể che giấu nhân khẩu. Năm Khai Hoàng thứ 5 (585) thời Tùy Văn Đế, Hoàng đế hạ lệnh cho quan châu huyện kiểm tra hộ khẩu, thân thuộc có quan hệ xa từ "đường huynh đệ" (huynh đệ con chú con bác) trở đi đều phải tách hộ tịch, đồng thời mỗi năm thống kê một lần, do vậy phương bắc thống kê được thêm hơn 1,64 triệu khẩu.
Thời Tùy, nhân khẩu gia tăng nhanh chóng, diện tích đất canh tác được mở rộng và kho lương quốc gia dồi dào. Theo "Tùy thư-Địa lý chí", theo số liệu từ các quận thì toàn quốc có 9.073.926 hộ, khôi phục số hộ dưới thời Đông Hán trước đó 4 thế kỷ, năm 613 có 44,5 triệu người. Trong vòng 26-27 năm, quốc gia tăng thêm 428 vạn hộ, nhân khẩu tăng thêm hơn 17 triệu người. Cùng với việc lực lượng lao động tăng thêm, kinh tế-xã hội cũng xuất hiện cảnh tượng phồn vinh, thu nhập của triều đình tăng lên. Năm 592, dự trữ lương thực và lụa hoa chất cao như núi, sử tịch thuật lại là phủ khố đều đầy ắp, buộc phải tích trữ ở dưới hiên, ở một mức độ nhất định đã phản ánh sự phát triển của nền nông nghiệp thời Tùy.
| Niên đaị                                                                                  | Số hộ                    | Số khẩu                            | Ghi chú |
| ----------------------------------------------------------------------------------------- | ------------------------ | ---------------------------------- | --- |
| Năm Đại Kiến thứ 9 (577) thời Trần Tuyên Đế                                               | 600.000 hộ               | 2.400.000 người                    | |
| Năm Đại Định (581) thời Bắc Chu Tĩnh Đế                                                   | 4.622.528 hộ             | 29.016.484 người                   | Dương Kiên thụ thiện, triều Tùy thành lập |
| Năm Khai Hoàng thứ 9 (589) thời Tùy Văn Đế                                                | 7.000.000 hộ             | khoảng 40.000.000 người            | Tùy Văn Đế phát động chiến tranh Tùy diệt Trần, Nam triều diệt vong.                                                                                          |
| Năm Khai Hoàng thứ 17 (597) thời Tùy Văn Đế                                               | 8.700.000 hộ             | 44.500.000 người                   | |
| Năm Đại Nghiệp thứ 5 (609) thời Tùy Dạng Đế                                               | 8.907.546 hộ             | 46.019.956 người                   | Thời kỳ Tùy có số hộ khẩu tối đa, khôi phục số hộ khẩu thời Đông Hán.                                                                                         |
| Năm Đại Nghiệp thứ 9 (613) thời Tùy Dạng Đế                                               | 8.613.345 hộ (ước lượng) | khoảng 44.500.000 người            | năm 612, Tùy Dạng Đế thất bại khi chinh phục Cao Câu Ly, hơn 30 vạn quân Tùy tham chiến chỉ có 2.700 người trở về. Năm 613, thì phát sinh "dân biến Tùy mạt". |
| Năm Nghĩa Ninh thứ 2 (618) thời Tùy Cung Đế                                               | 1.800.000 hộ             | khoảng 9.259.200 người (ước lượng) | Trung Quốc ở trong tình trạng quân phiệt cát cứ, Lý Uyên phế Tùy Cung Đế, lập triều Đường,                                                                    |
| Ghi chú： Số liệu lấy từ "Văn hiến thông khảo quyển 10• hộ khẩu khảo nhất" và Đường thư。 |                          |                                    | |

## Kinh tế
Nhằm ổn định kinh tế, Tùy Văn Đế đề ra rất nhiều chính sách khiến cho nông nghiệp, thủ công nghiệp, thương nghiệp đều phát triển. Chế độ kinh tế triều Tùy về cơ bản kế thừa chế độ cũ của Bắc Chu, tô dung điều chế là chế độ phục dịch chủ thể, dựa trên cơ sở quân điền chế. Nhằm đảm bảo nguồn lương thực ổn định cho khu vực Quan Trung, triều đình Tùy cho xây dựng rất nhiều kho lương lớn, đến những năm cuối thời Tùy Văn Đế, lượng tích trữ được thuật lại là đủ dùng trong 50-60 năm. Thủ công nghiệp điển hình là nghề dệt tơ, nghề gốm sứ, và đóng thuyền. Trong đó, khi khai quật các ngôi mộ tại những khu vực nay thuộc An Dương của Hà Nam, Tây An của Thiểm Tây; đã tìm được bình sứ trắng thiên nga, có đặc tính cứng, tạo hình đẹp, là một trong những đồ sứ trắng có niên đại sớm nhất được phát hiện tại Trung Quốc. Thống nhất khiến cho thương nghiệp triều Tùy phát triển rất nhiều so với thời Ngụy Tấn Nam Bắc triều. Đương thời, đô thị có quy mô đồ sộ, thương nghiệp phồn hoa lần lượt có Trường An, Lạc Dương, Giang Đô, Thành Đô, Quảng Châu, hiếm thấy tại thế giới đương thời.

### Nông nghiệp

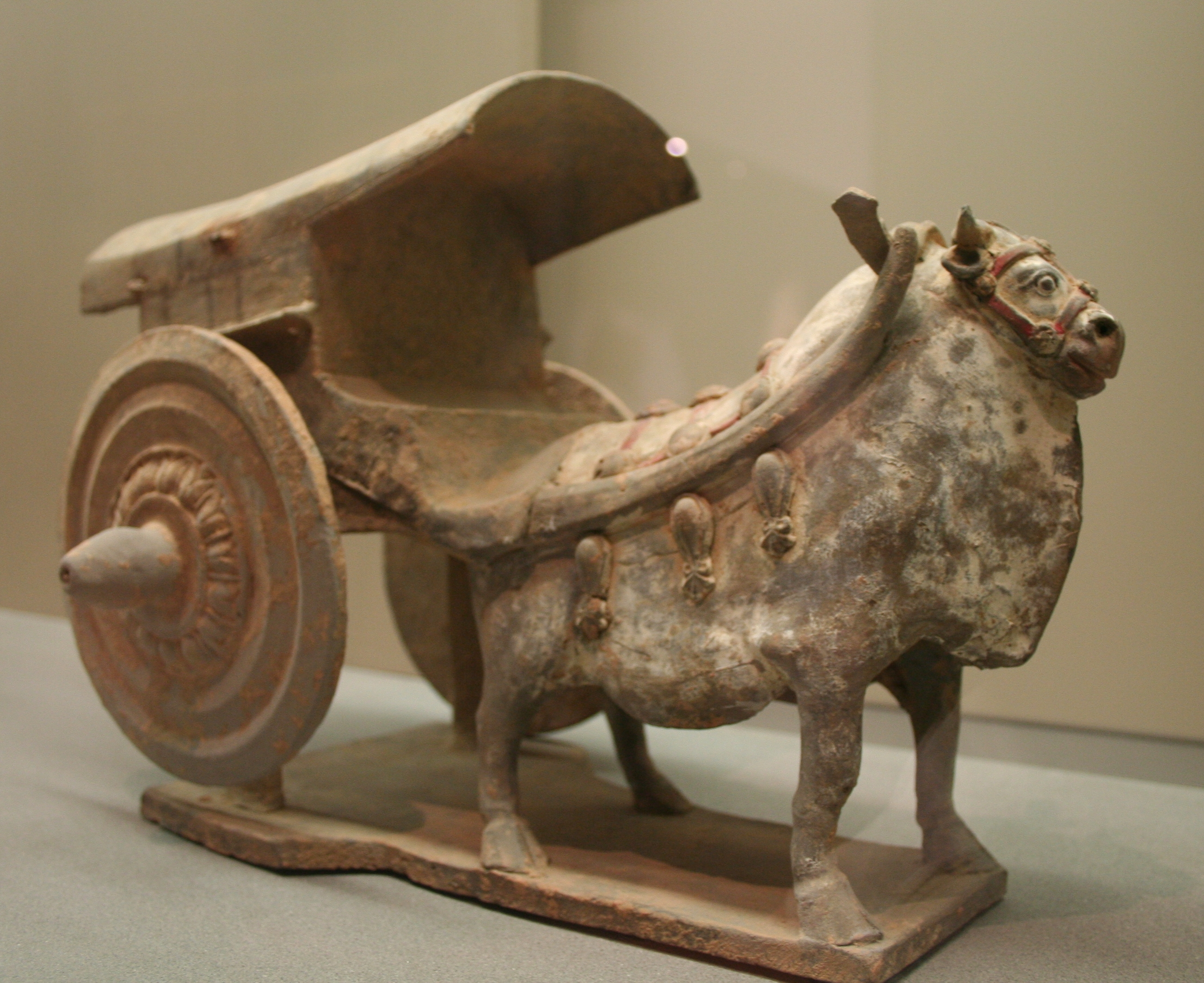
Tượng khắc "ngưu xa" thời Tùy

Tùy Dạng Đế chọn cách thi hành giảm nhẹ thu thuế, lao dịch, hình phạt và kiểm chứng hộ khẩu, tạo điều kiện thuận lợi cho nông nghiệp phát triển. Với "quân điền chế" từ thân vương tới quan viên ở trên đến bình dân ở dưới đều có một số lượng ruộng đất nhất định Trong đó, 'vĩnh nghiệp điền' là đất được giao vĩnh viễn không cần trả lại, còn 'lộ điền' thì sau khi người được giao qua đời thì lại thuộc về quan phủ. Thời Tùy, vẫn còn một số lượng đất hoang nhất định, có thể tiếp tục thực hiện 'quân điền chế' từ thời Bắc triều, tuy nhiên xuất hiện việc phân phối đất đai không đều ở một số khu vực. Tô Uy kiến nghị giảm thiểu phần của công thần để thêm cho bách tính, song bị Vương Nghị phản đối nên không thành. Đương thời, chế độ trang viên tiếp tục tồn tại ở phương nam, "quân điền chế" chỉ cho thấy một số hiệu quả tại phương bắc. Ngoài ra, tại khu vực biên cương, triều Tùy thi hành "đồn điền chế" để duy trì chi tiêu cho quân đội. Tô dung điều chế triều Tùy kế thừa chế độ thời Bắc Chu, đưa lao dịch: "tô điều lực dịch' và 'dung quyên' vào chế độ thu thuế. Tùy Dạng Đế còn miễn thuế cho phụ nhân, bộ khúc, phụ tì; lao dịch và thuế ruộng thuế vải dựa trên số 'đinh' mà thu. Giống như trước khi thống nhất, có một lượng tương đối nhân khẩu dựa vào hào tộc mà trở thành "phù hộ", để tiếp tục có được con số về hộ khẩu, đồng thời đảm bảo trưng thu thuế và lao dịch được chính xác, triều đình gia tăng quản lý đối với nhân dân, thi hành "đại sách mạo duyệt" và "thâu tịch chế", đem người phụ thuộc từ thế lực của hào tộc sang nằm dưới quyền quản lý của quốc gia, thành dân xếp vào hộ, gia tăng thu nhập từ thu thuế và lao dịch cho triều đình.
Do nhân khẩu liên tục tăng trưởng, cung cấp cho nông nghiệp một lượng lớn sức lao động, khiến diện tích đất ruộng cày cấy không ngừng gia tăng. Năm 589, diện tích đất canh tác là 19.404.167 khoảnh, đến thời Tùy Dạng Đế tăng lên 55.854.040 khoảnh. Trong thời gian Tùy Văn Đế tại vị, còn hết sức khôi phục, xây dựng, cải tạo rất nhiều công trình thủy lợi, như Thược Bi tại Thọ châu (nay thuộc Thọ huyện, An Huy), tưới nước cho hơn 5.000 khoảnh ruộng.
Trong điều kiện lương thực sung túc, để lưu trữ lương thực nhằm đề phòng mất mùa đói kém, Tùy Văn Đế cho thiết lập "quan thương" và "nghĩa thương" tại các châu trên toàn quốc, "nghĩa thương" để phòng nạn nhỏ, "quan phương" phòng nạn lớn. Để bảo đảm ổn định lương thực cho khu vực Quan Trung, triều đình cho thiết lập rất nhiều kho lương lớn tại các nơi như Trường An, Lạc Dương, Lạc Khẩu, Hoa châu (nay thuộc Hoa huyện, Thiểm Tây) và Thiểm châu (nay thuộc Thiểm huyện, Hà Nam); tại Trường An, Tịnh châu (nay là Thái Nguyên, Sơn Tây) có lưu trữ một lượng lớn vải vóc. "Nghĩa thương" còn gọi là "xã thương", vốn là kho lương do dân gian sử dụng. Năm 585, Tùy Văn Đế nghe theo kiến nghị của Độ chi thượng thư Trưởng Tôn Bình, lần đầu cho thiết lập "nghĩa thương". Năm 596, triều đình lệnh cho các châu khi thu hoạch, phải dành ra một phần lương thực lưu giữ trong "nghĩa thương", để cứu tế khi có hoạn nạn. "Nghĩa thương" phần lớn đặt tại vùng thôn quê, song ở các địa phương tây bắc thì đặt tại huyện thành, tiện lợi cho việc mở kho. Đến những năm cuối thời Tùy Văn Đế, lượng lương thực tích trưc trong toàn quốc được thuật là đủ dùng trong 50-60 năm.
Tuy nhiên, triều Tùy quản lý tập trung quá mức vật tư của quốc gia, dần làm tăng gánh nặng cho nhân dân. Những năm cuối, Tùy Văn Đế đề xướng hình pháp nghiêm khắc, các quan lại vì sợ tội nên không dám phát lương cứu tế bách tính, dẫn đến kho lương không kịp thời phát huy công năng trong thiên tai nhân họa. Do đó, khiến các kho lương tích trữ đầy đủ, song lại tỷ lệ nghịch với mức sinh hoạt của dân chúng, các kho lương sau này trở thành mục tiêu tấn công trong các cuộc nổi dậy chống triều đình Tùy. Đến thời Tùy Dạng Đế, do phô trương xa xỉ và gây chiến liên miên, hao phí một lượng lớn của cải của quốc gia, khiến sản xuất xã hội bị phá hoại nghiêm trọng. Năm 613, Sơn Đông và Hà Nam xảy ra thủy tai, nông nghiệp mất mùa, ruộng đất phần nhiều bỏ hoang. Cùng với thiên tai nhân họa, quan lại cấu kết với thương nhân nâng vật giá, địa chủ phú hào thừa cơ cho vay nặng lãi, khiến bùng phát dân biến Tùy mạt.

### Thủ công nghiệp

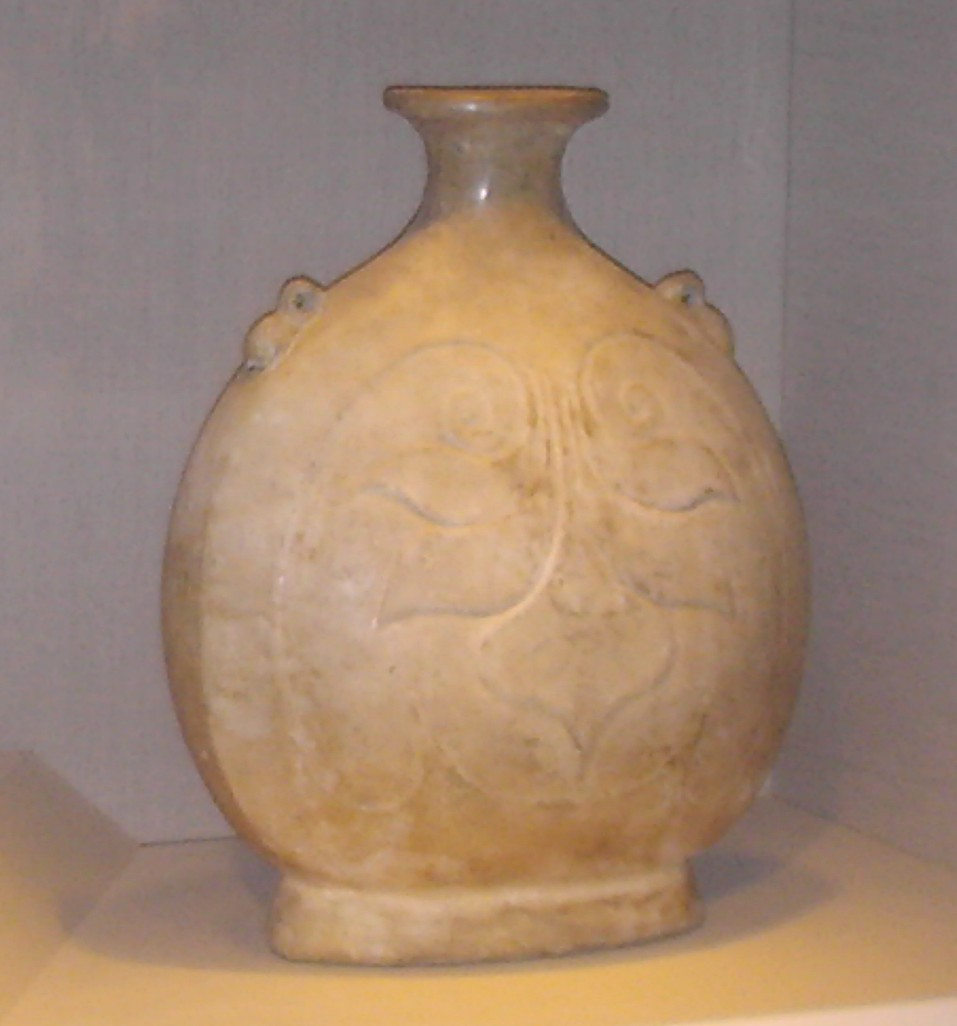
Bình sành

Quy mô tổ chức và trình độ thủ công nghiệp thời Tùy trên nhiều khía cạnh đều vượt quá các triều đại trước, trong đó đại biểu là nghề dệt tơ, nghề gốm sứ, nghề đóng thuyền. Khu vực Hà Bắc, Hà Nam, Tứ Xuyên và Giang Nam đều là những nơi sản xuất sản phẩm dệt tơ. "Vải lụa vân" (lăng vân bố) của Tương châu (nay là An Dương, Hà Nam) rất tinh tế và đẹp; gấm Tứ Xuyên (Thục cẩm) cũng rất có danh tiếng. Phụ nữ khu vực Tuyên Thành, Ngô quận (nay là Tô Châu), Cối Kê (nay là Thiệu Hưng), Dư Hàng ở Giang Nam chăm chỉ se sợi dệt vải, vải Kê Minh (Kê Minh bố) là nổi tiếng nhất. Về gốm sứ, kỹ thuật tuyển luyện đất và tráng men đều được nâng cao. Trong đó, khi khai quật các mộ cổ tại An Dương của Hà Nam, Tây An của Thiểm Tây đã tìm thấy bình sứ men trắng (bạch từ) hình thiên nga, có tính cứng, tạo hình đẹp, là một trong những đồ sứ trắng có niên đại sớm nhất được phát hiện tại Trung Quốc. Đồ sứ men xanh (thanh từ) được nung ở nhiệt độ cao, độ cứng vượt xa sản phẩm cùng loại thời Tấn, được sản xuất tại các nơi ở Hà Bắc, Hà Nam, Thiểm Tây, Giang Nam. Nghề đóng tàu thời Tùy rất phát triển, khi chuẩn bị đánh Nam triều Trần, Dương Tố giám sát việc đóng "ngũ nha đại chiến thuyền", trên thuyền có 5 tầng lầu, cao hơn 100 xích, trước sau đặt 6 phách can dài 50 xích, dùng để tiến công tàu địch. Khi Tùy Dạng Đế tuần du Giang Đô, hàng nghìn chiếc thuyền được đóng, tiêu hao một lượng lớn nhân lực vật tư, cũng cho thấy kỹ thuật đóng thuyền cao siêu thời Tùy. Đội thuyền này gồm thuyền rồng (long chu) dành cho Hoàng đế, 'tường ly' dành cho Hoàng hậu, 'phù cảnh' cho cung phi, còn có các chủng loại 'dạng thải', 'chu điểu', 'thương li', 'bạch hổ'; trong đó 'long chu' dành cho Tùy Dạng Đế là tốt đẹp nhất.
Lĩnh vực thủ công nghiệp phục vụ nhu cầu của triều đình có tổ chức to lớn, số lượng người tham gia đông đảo, chiếm địa vị chủ đạo trong toàn bộ thủ công nghiệp thời Tùy. Triều đình Tùy cho đưa một số lượng lớn các thợ thủ công ưu tú từ các địa phương trong toàn quốc đến Trường An và Lạc Dương, đồng thời bắt các thợ thủ công ở địa phương phải luân phiên đến kinh thành phục dịch. Cơ cấu chủ quản tối cao của triều đình trong thủ công nghiệp là Công bộ thuộc Thượng thư tỉnh, cơ quan quản lý các loại sản phẩm cần thiết của triều đình cụ thể là Thái phủ tự (thời Tùy Dạng Đế phân đặt Thiếu phủ giám), phụ trách công trình xây dựng hoàng cung và quan thự là Tương tác tự (sau đổi thành Tương tác giám). Thái phủ tự bên dưới phân thành các cơ quan Tả thượng, Hữu thượng, Nội thượng, Ty chức, Ty nghiễm, Chưởng trị, Khải giáp, Cung nỗ. Tại một số châu huyện và khu vực khai khoáng, triều Tùy còn đặt cơ cấu quản lý công xưởng thủ công nghiệp của quan phủ, trong đó, lực lượng lao động chủ yếu là nô tì công, tù nhân, thợ thủ công phục dịch trường kỳ, thợ thủ công địa phương phục dịch luân phiên một thời gian. Họ sản xuất ra các sản phẩm sinh hoạt và quân nhu cho triều đình, tham gia xây dựng Đại Hưng thành và đông đô Lạc Dương.

### Thương nghiệp

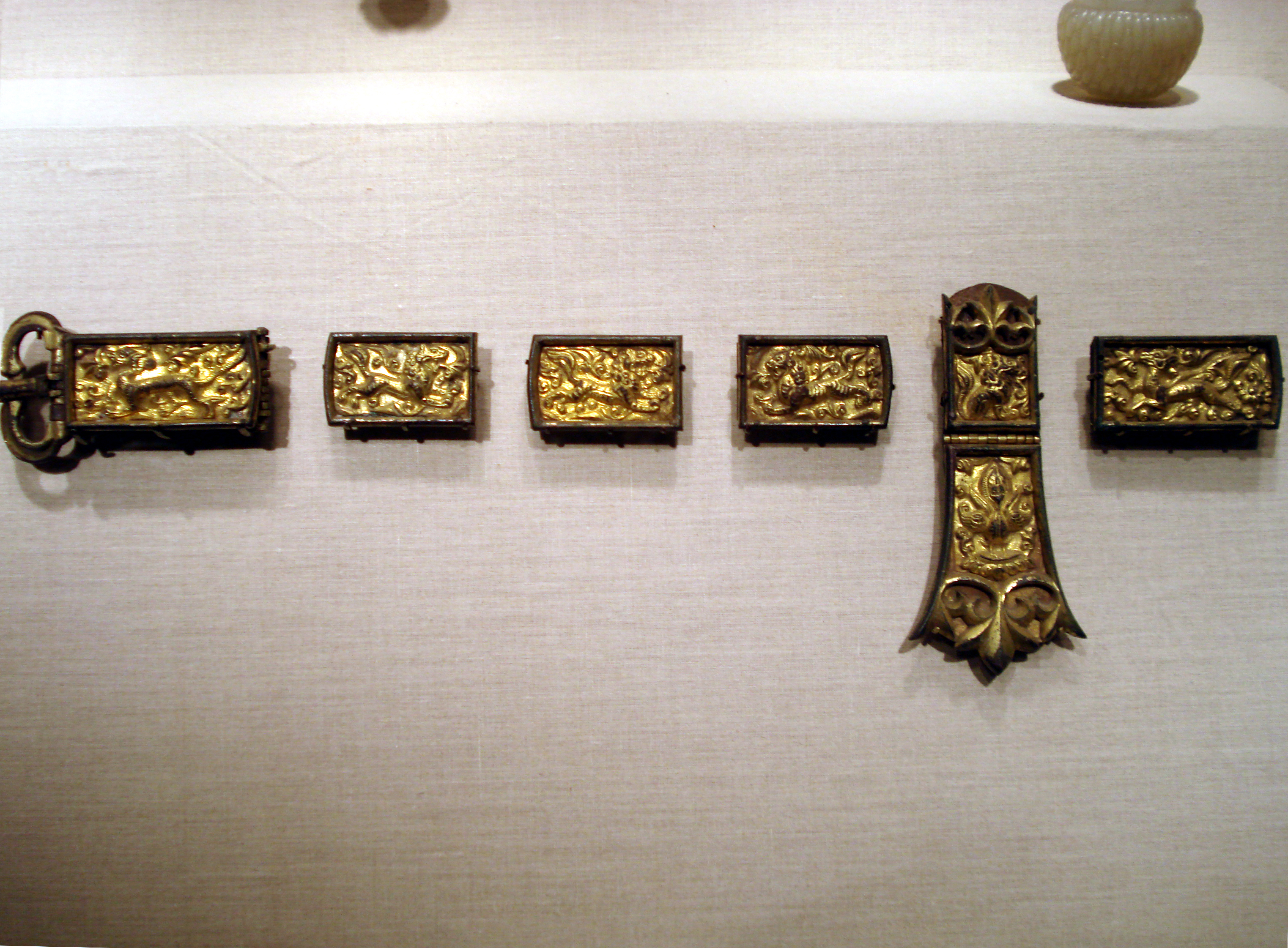
Khóa dây lưng và đồ trang sức bằng đồng thanh và đồng mạ vàng thời Tùy

Thống nhất quốc gia khiến thương nghiệp triều Tùy phát triển hơn nhiều so với thời Ngụy Tấn Nam-Bắc triều, có quy mô to lớn, đô thị thương nghiệp phồn hoa là hai kinh Trường An và Lạc Dương, hiếm thấy trên thế giới đương thời. Trường An có hai chợ Đông Tây, chợ đông tên là Đô Hội, chợ tây tên là Lợi Nhân, có rất nhiều thương nhân ngoại quốc. Lạc Dương kể từ sau khi xây đào Đại Vận Hà trở thành nơi tập kết và phân phối hàng hóa nam-bắc. Lạc Dương có ba chợ, chợ đông tên là Phong Đô, chợ nam tên là Đại Đồng, chợ bắc tên là Thông Viễn. Trong đó, chợ Thông Viễn nằm kề Thông Tế cừ, chu vi 6 lý, với 20 cửa vào chợ, thương nhân tụ họp, thuyền đò neo đậu trên kênh lên đến vạn chiếc. Giang Đô là nơi trung chuyển hàng hóa của Giang Nam, ngoài ra các thành thị thương nghiệp Tuyên Thành (nay là Thường Châu), Ngô quận (nay là Tô Châu), Cối Kê (nay là Thiệu Hưng), Dư Hàng (nay là Hàng Châu), Đông Dương (nay là Kim Hoa) đều nằm ở đất Giang Nam phồn hoa. Thành Đô là trung tâm thương nghiệp của đất Ba Thục, còn Quảng Châu là trung tâm trong hoạt động mậu dịch hải ngoại. Đương thời, tuyến đường thương mại quốc tế của triều Tùy phân thành con đường tơ lụa dến Tây Vực và mậu dịch trên biển. Thông qua con đường tơ lụa, hàng hóa đến được đế quốc Sassanid Ba Tư, đế quốc Đông La Mã. Mậu dịch trên biển thông đến các nước Đông Nam Á và đặc biệt là Nhật Bản.
Thời kỳ Nam-Bắc triều, tiền tệ không đồng nhất, Nam triều Lương và Nam triều Trần có tiền ngũ thù; Bắc Tề có tiền 'thường bình ngũ thù'; Bắc Chu có ba loại là 'vĩnh thông vạn quốc', 'ngũ hành đại bố', ngũ thù tiền; các quận Hà Tây dùng tiền vàng bạc Tây Vực. Thời Tùy sơ, các nơi vẫn sử dụng tiền tệ địa phương, đến năm 581 thì Tùy Văn Đế đặt ra tiền ngũ thù mới, mỗi 1000 tiền nặng 4 cân 2 lạng, cấm chỉ lưu thông tiền cổ và tiền tư. Đồng thời liên tiếp lập 5 lò tại Giang Đô, 10 lò tại Giang Hạ (nay là Vũ Hán), lập 5 lò tại Thành Đô, chiếu theo quy định mà đúc tiền ngũ thù. Vào mạt kỳ Tùy Dạng Đế, chính trị hủ bại, việc tư nhân đúc tiền trở nên phổ biến. Mỗi 1.000 tiền ngũ thù chỉ nặng 1 cận, thậm chí còn được làm từ sắt, tiền giấy sử dụng hỗn tạp với tiền đồng. Đến thời Tùy mạt thì tiền mất giá trị, hàng hóa đắt đỏ, chế độ tiền tệ sụp đổ. Từ Ngụy-Tấn đến Tùy-Đường, những mặt hàng như ngũ cốc và lụa thường được dùng làm vật trao đổi trung gian trong giao dịch.

## Xây dựng
Thời Tùy, Tùy Văn Đế và Tùy Dạng Đế cho xây dựng rất nhiều công trình, mục đích là để tăng cường ảnh hưởng và tính lưu động của chính trị, quân sự, kinh tế, mậu dịch. Đương thời, các công trình lớn được xây dựng có Đại Hưng thành, đông đô Lạc Dương, các kho lương lớn, Đại Vận Hà, trì đạo và Trường Thành. Để thuận tiên trong việc quản lý khu vực phía đông Đồng Quan và duy trì cung ứng lương thực cho Quan Trung, triều Tùy cho xây dựng các kho lương lớn như Lạc Khẩu hay Hồi Lạc ở gần Lạc Dương. Đồng thời, tại các địa phương trên toàn quốc cho thiết lập rộng rãi 'quan thương' và 'nghĩa thương', dự trữ sẵn cho nhu cầu của quốc gia, có thể tích trữ lương thực đề phòng tai họa. Nhằm củng cố lực lượng quốc phòng ở phương bắc, triều Tùy cho xây dựng 'trì đạo' dẫn tới Tịnh châu, xây dựng mở rộng Trường Thành để bảo hộ dân tộc thiểu số phương bắc dã quy phụ. Các công trình này khiến cho kinh tế và mậu dịch của Quang Trung và các khu vực nam-bắc phát triển, nổi tiếng nhất là Đại Hưng thành và Đại Vận Hà.

### Đại Vận Hà

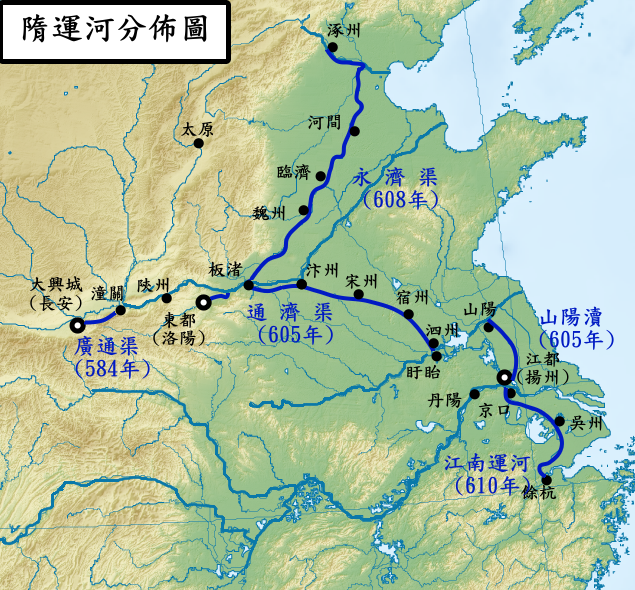
Tùy Đường Đại Vận Hà, lấy đông đô Lạc Dương làm trung tâm; tây theo 'Quảng Thông cừ' (廣通渠) đến Đại Hưng thành Trường An; bắc theo 'Vĩnh Tế cừ' (永濟渠) đến Trác châu; nam theo 'Thông Tế cừ' (通濟渠), 'Sơn Dương độc' (山陽瀆) và 'Giang Nam Vận Hà' (江南運河) mà đến Giang Đô, Dư Hàng.

Trung tâm chính trị và quân sự của triều Tùy là Quan Trung và Hoa Bắc, trước khi hưng binh diệt Nam triều Trần, triều Tùy đã bắt đầu cho tạo sông đào để chuyển quân xuống phía nam. Sau khi bình định Nam triều Trần, để vận chuyển lương thực và sản phẩm tơ lụa của Giang Nam đến Trung Nguyên, triều Tùy lại liên tiếp cho tạo thêm nhiều sông đào, đồng thời ở đôi bờ cho xây dựng 'ngự đạo', trồng liều giữ bờ. Việc xây dựng các thủy đạo vận chuyển hàng hóa chủ yếu lợi dụng dòng chảy sông tự nhiên, hoặc nạo vét các luồng lạch cũ, chỉ có một bộ phận nhỏ là phải dùng nhân lực để đào mới. Cuối cùng hình thành một hệ thống thủy đạo vận chuyển có trung tâm, điểm đầu là đông đô Lạc Dương.
Năm Khai Hoàng thứ 4 (584), để vận chuyển tài nguyên từ Quan Đông đến Quan Trung, Tùy Văn Đế cho đào 'Quảng Thông cừ, dẫn nước Vị Thủy từ Trường An đến Đồng Quan. Năm Khai Hoàng thứ 7 (587), để phục vụ cho việc hưng binh diệt nam triều Trần, triều Tùy cho đào 'Sơn Dương độc' dựa theo 'Hàn câu' mà Ngô vương Phù Sai cho đào từ năm 486 TCN, sông đào này nối từ Sơn Dương (nay là Hoài An, Giang Tô) nhập vào Trường Giang tại Giang Đô. Việc xây dựng thủy đạo vận chuyển được tiến hành trên quy mô lớn vào thời Tùy Dạng Đế, năm Đại Nghiệp thứ 1 (605), khai thông 'Thông Tế cừ', còn gọi là 'Biện cừ'. Đoạn tây của 'Thông Tế cừ' khởi đầu từ Tây Giao Lạc Dương hiện nay dẫn nước Cốc Thủy và Lạc Thủy nhập vào Hoàng Hà. Đoạn đông của 'Thông Tế cừ' bắt đầu từ Tỉ Thủy Huỳnh Dương, theo thủy đạo do Phù Sai cho đào khi xưa, dẫn nước Hoàng Hà qua Biện Thủy, Tứ Thủy thông đến Hoài Hà; qua các thành thị là Biện châu (nay là Khai Phong, Hà Nam), Tống châu (nay là Thương Khâu, Hà Nam), Túc châu (nay là Túc Châu, An Huy), Tứ châu (nay là Tứ huyện, An Huy). Cùng năm, triều Tùy lại huy động hơn 10 vạn dân Hoài Nam một lần nữa xây dựng 'Sơn Dương độc', chỉnh trị cho thẳng, không còn phải vòng qua hồ Xạ Dương mà tiến thẳng đến Trường Giang. Để vận chuyển lương thực và tơ lụa từ Giang Nam đến Lạc Dương, năm Đại Nghiệp thứ 6 (610), triều đình bắt đầu cho đào đắp 'Giang Nam Vận hà', từ Kinh Châu (nay thuộc Trấn Giang, Giang Tô), qua Ngô châu (nay thuộc Tô Châu, Giang Tô), đến sông Tiền Đường ở Dư Hàng (nay thuộc Hàng Châu, Chiết Giang), dài trên 800 lý, rộng hơn 10 trượng. Đến lúc này, hoàn thành đoạn Nam của Đại Vận Hà, Tùy Dạng Đế còn chuẩn bị đến Chiết Giang du ngoại Cối Kê Sơn. Do phải vận chuyển một lượng vật tư to lớn cho chiến dịch tiến công Cao Câu Ly, vào năm Đại Nghiệp thứ 4 (608), triều đình huy động trên 1 triệu nhân dân các quận Hà Bắc mở 'Vĩnh Tế cừ', dẫn nước từ Thấm Thủy về phía nam đến Hoàng Hà, về phía bắc gặp Vệ Hà thẳng đến Trác châu (nay thuộc Thiên Tân), hoàn thành đoạn Bắc của Đại Vận Hà. Trác châu liền trở thành nơi tập trung người và vật tư cho chiến dịch tiến công Cao Câu Ly.
Đại Vận Hà thời Tùy-Đương do Quảng Thông cừ, Vĩnh Tế cừ, Thông Tế cừ, Sơn Dương độc, Giang Nam Vận Hà hợp thành, độ dài khoảng 2.700 km. Năm Đại Nghiệp thứ 7 (611), Tùy Dạng Đế đi trên 'long chu' (thuyền rồng) từ Giang Đô thẳng đến Trác châu. Tháp tùng Tùy Dạng Đế là bá quan, còn binh sĩ đi hai bên bờ, mất hơn 50 ngày để đến Trác châu, bình quân mỗi ngày chỉ đi hơn 50 lý. Còn thuyền của người dân bình thường đi một ngày đêm được 100 lý, thì từ Giang Đô đến Trác châu không quá một tháng, đường thủy qua đó thể hiện được sự tiện lợi so với đường bộ. Thành Lạc Dương thời Tùy nằm ở trung tâm của Đại Vận Hà, đi về phía tây là Đại Hưng thành, nam thông đến Hàng châu, bắc thông đến Trác châu, trở thành nơi tập hợp và phân phối hàng hóa của quốc gia; Giang Đô trở thành nơi trung chuyển hàng hóa ở Giang Nam, trở thành trọng tâm kinh tế thời Tùy-Đường; nằm ven Đại Vận Hà là các thành thị thương nghiệp phát triển như nấm mọc sau mưa. Đại Vận Hà thời Tùy-Đường đóng vai trò thúc đẩy phát triển kinh tế ở địa phương nằm ven tuyến, sau khi hoàn thành thì đóng vai trò là tuyến đường liên kết chính trị, kinh tế, văn hóa bắc-nam Trung Quốc trong 600 năm sau đó, xúc tiến giao lưu kinh tế và văn hóa giữa các châu huyện nằm ven tuyến.

### Đại Hưng thành

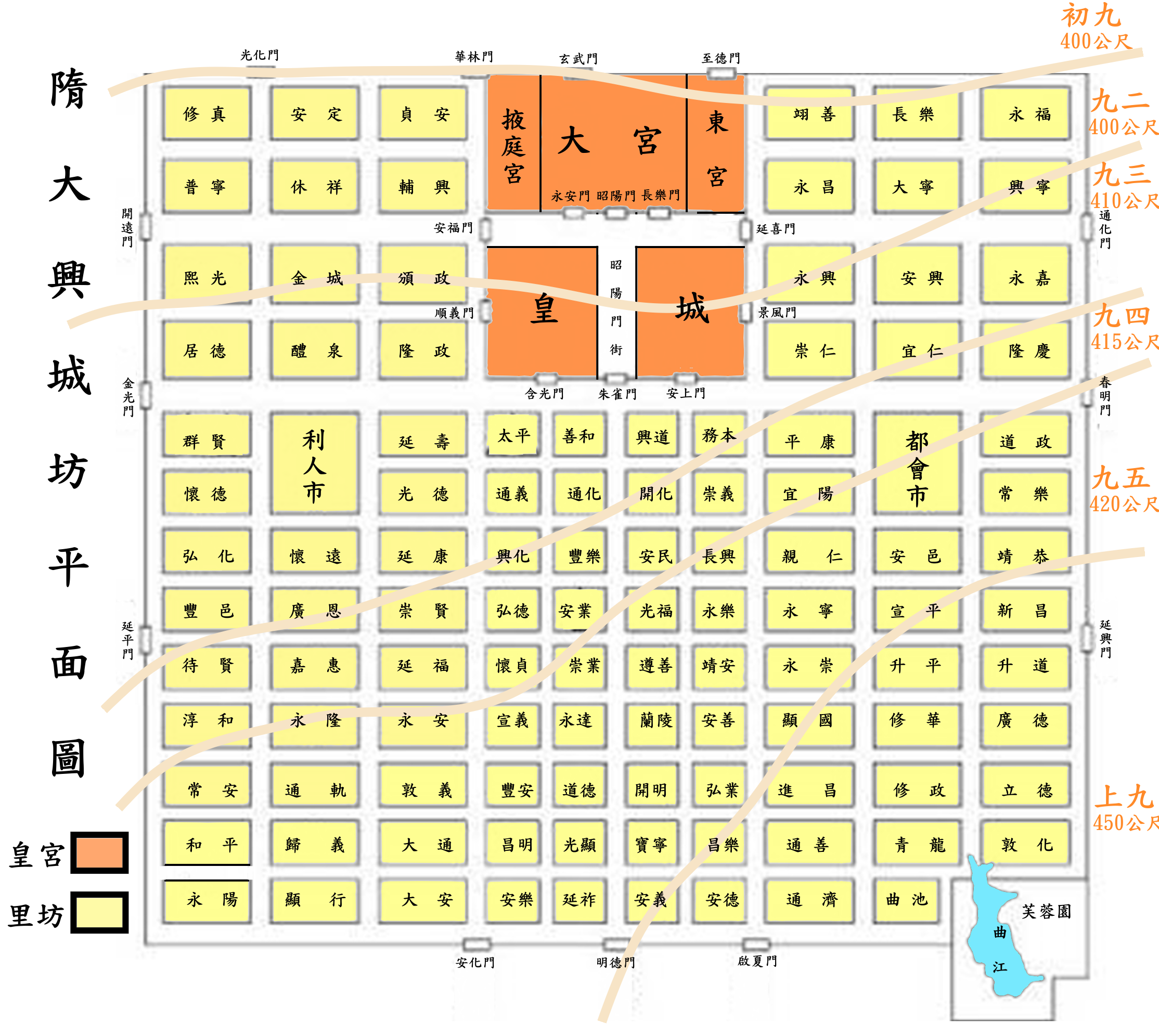
Bản đồ kiến trúc của Đại Hưng thành

Trường An thời Hán trải qua chiến tranh đã bị tàn phá, đổ nát, hình dạng và cấu trúc của cung thất nhỏ hẹp, không thể thích ừng với yêu cầu về đô thành của Tùy Đế. Cộng thêm hàng trăm năm nước bẩn lắng đọng trong thành thị, tắc nghẽn khó thoát, cung ứng nước cũng là một vấn đề. Do vậy, Tùy Văn Đế từ bỏ Trường An thời Hán ở phía bắc Long Thủ Nguyên, ở phía nam Long Thủ Nguyên (đông nam Trường Thanh thời Hán) chọn được một địa điểm để dựng thành Trường An mới. Tháng 1 ÂL năm 582, Tùy Văn Đế mệnh Vũ Văn Khải phụ trách thiết kế xây dựng thành mới, do Tùy Văn Đế từng được phong là Đại Hưng công, do đó thành mang tên Đại Hưng thành, tháng 3 ÂL năm sau thì hoàn thành.
Đại Hưng thành tham khảo kinh thành Lạc Dương của Bắc Ngụy và Nghiệp Đô Nam thành của Bắc Tề, thành trì có bố cục chỉnh tề thống nhất, có hình dạng cấu trúc giống hình chữ nhật. Toàn thành có ba bộ phận: cung thành, hoàng thành, lý phường, hoàn toàn tuân theo bố cục đối xứng đông-tây. Lý phường có diện tích ước tính chiếm 88,8% tổng diện tích toàn thành, mở rộng đáng kể khu nhà của cư dân là một đặc điểm lớn trong thiết kế kiến trúc tổng thể của Đại Hưng thành. Nền thành nằm trên Long Thủ Nguyên, bắc kề sông Vị, nam tựa vào sông Bá và sông Sản, địa hình nam cao bắc thấp, ở nam thành núi đồi gợn sóng. "Lục Pha" (tức sáu dốc) ở phía nam của Long Thủ Nguyên được xem là "Lục hào" trong Can Chi, theo thứ tự gọi là Sơ Cửu, Cửu Nhị, Cửu Tam, Cửu Tứ, Cửu Ngũ, Thượng Cửu. Căn cứ theo Dịch Kinh, Sơ Cửu đại diện cho "tiềm long vật dụng", Cửu Nhị là "kiến long tại điền, lợi kiến đại nhân". "Đại nhân" thể hiện người tài đức, vì vậy là nơi thích hợp để xây cung thành làm nơi đế vương cư trú. Cửu Tam thể hiện "quân tử chung nhật càn càn, tịch dịch nhược lệ vô cữu", tùy thời cảnh báo ở địa vị cao mà không kiêu, ở địa vị thấp mà không ưu, do vậy xây Hoàng thành để cho văn võ bá quan mãi kiện cường, trung quân cần chính. Cửu ngũ thể hiện "Cửu ngũ chí tôn", thuộc nơi "phi long", không muốn người thường ở. Do vậy, trên gò cao này hướng theo trục đông-tây, xây dựng đối xứng Đại Hưng Thiện tự của Phật giáo ở mặt đông, và Huyền Đô quán của Đạo giáo ở mặt tây, hy vọng có thể mượn thần minh để trấn áp khí đế vương ở gò cao Cửu Ngũ. Do tử vi, Hoàng cung chỉ có thể bố trí ở vùng đất tương đối thấp ven phía bắc Đại Hưng thành, tuy thế bắc biên có sông Vị nên cũng khá thích hợp cho phòng ngự. "Lục Pha" trở thành khung xương của Đại Hưng thành, khiến hoàng cung, triều đình, tự miếu và khu dân cư phải đối chiếu theo mà hình thành. Giữa các đồi núi là những khu đất thấp, người ta khai kênh dẫn nước, nạo vét ao hồ. Tận dụng lợi thế địa hình, người ta tăng cường không gian lập thể, cảnh tượng thêm hùng vĩ.
Đại Hưng thành là một trong những thành thị lớn nhất trên thế giới đương thời, Thượng Kinh Long Tuyền phủ của Bột Hải Quốc phỏng theo quy hoạch của Trường An, Bình Thành Kinh và Bình An Kinh của Oa Quốc không chỉ hình dạng và bố cục mô phỏng theo Trường An mà ngay cả cung điện, cổng thành, đường phố cũng đều lấy tên theo, như Chu Tước môn và Chu Tước đại đạo.

## Văn hóa

### Tư tưởng học thuật

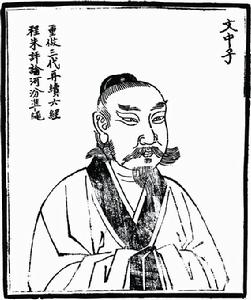
Tranh mô tả nhà tư tưởng thời Tùy Vương Thông

Tùy Văn Đế trong thời kỳ đầu chủ trương điều hòa tư tưởng Nho gia, Phật giáo và Đạo giáo; đồng thời cũng chủ trương văn học giản thực, phản đối tư tưởng văn học diễm lệ của Nam triều Ông đề xướng Nho học, khiến học thuyết Nho gia có địa vị không thể thiếu trong việc trị quốc, cổ vũ khuyến học hành lễ. Các địa phương nối tiếp nhau lập thêm trường học, có nhiều học giả Nho học ở khu vực Quan Đông, Nho gia một thời hưng thịnh. Các lưu phái Nho học thời Nam Bắc triều có sự khác biệt, mỗi phái thuyết kinh lại có nghĩa lệ riêng, đến thời Tùy vẫn chưa có kinh điển thống nhất, khiến cho việc khảo thí trong chế độ khoa cử gặp khó khăn. Đến những năm cuối thời Tùy Văn Đế, ông đề xướng hình pháp, công khai trợ Phật phản Nho, Năm 601, Tùy Văn Đế nhận thấy trường học tuy nhiều song không chuyên, nên hạ lệnh phế trừ toàn bộ các trường học, chỉ giữ lại 'Quốc tử học' ở kinh sư, đặt hạn ngạch 70 học sinh. Lưu Huyễn dâng thư can gián, song Tùy Văn Đế không nghe theo, đồng thời lại hạ lệnh cho dựng 5000 chùa tháp. Sang thời Tùy Dạng Đế, trường học ở các địa phương lại được khôi phục, song địa vị của nho sinh vẫn chưa được cải thiện. Nho sinh nổi tiếng nhất trong thời kỳ này có Lưu Trác và Lưu Huyễn, nhị Lưu có học thức phong phú, được nho sinh đương thời yêu mến kính trọng. Tuy nhiên, Lưu Huyễn thừa cơ hội Tùy Văn Đế tìm mua thư tịch, ngụy tạo hơn trăm quyển sách, đề tên như "Liên Sơn dịch", "Lỗ sử ký", nhằm gian lận thưởng vật. Lưu Trác do yêu cầu bổng lộc làm thầy cao nên thanh danh không tốt. Việc Tùy Văn Đế chuyển sang trợ Phật phản Nho khiến cho không ít nho sinh tham gia vào dân biến Tùy mạt sau này.
Vương Thông là nhà nho lớn thời Tùy mạt, cũng là nhà tư tưởng nổi tiếng thời Tùy, ông có thụy là "Văn Trung Tử". Ông chủ trương người chấp chính cần phải 'tiên đức hậu hình' mới có thể thu phục được nhân tâm; đề xướng tam giáo: Nho-Đạo-Phật cần cùng tồn tại, thay vì chống lẫn nhau, cũng chủ trương là tư tưởng sự của thiên và nhân, cùng tam tài thiên-địa-nhân không tách rời nhau. Tác phẩm nổi tiếng của ông có "Thái bình nhị thập sách", "Lục tục kinh" (còn có tên là "Vương thị lục kinh"), và "Văn Trung Tử trung thuyết". Hậu duệ Vương Bột của ông là một trong "sơ Đường tứ kiệt", đệ tử Ngụy Trưng của ông cũng là danh thần vào những năm đầu triều Đường. Học thuyết của ông có ảnh hưởng sâu rộng đối với lý học thời Tống sau này.
Tử tưởng Phật học phần lớn là duy tâm chủ nghĩa, trong đó Thiên Thai tông chủ trương "Chỉ quán thuyết", còn Thiền tông chủ trương "Đốn ngộ thuyết". Chỉ quán còn gọi là "Tịch chiếu", "Minh tĩnh", chủ trương bỏ qua toàn bộ ngoại cảnh và vọng niệm, tập trung chú ý vào đặc tính đối tượng, đồng thời sản sinh chính trí tuệ đối với các đối tượng này. Đốn ngộ là pháp môn "minh tâm kiến tính", chủ trương mọi sự nếu thông qua phương pháp tu hành chính xác, sẽ nhanh chóng lĩnh ngộ được điểm quan trọng, từ đó chỉ đạo thực tiễn được chính xác và thu được thành tựu.

### Ngữ văn học và sử học

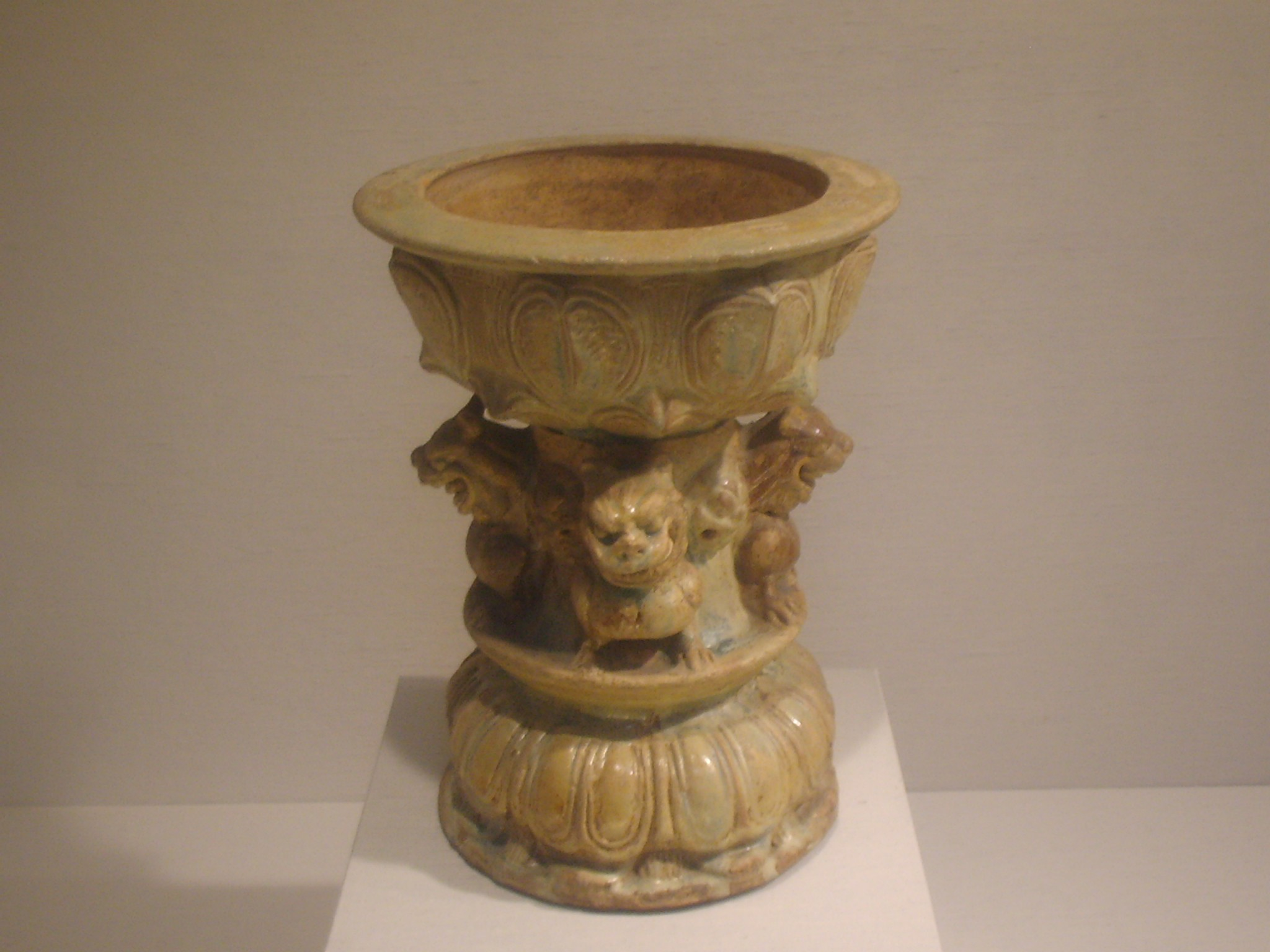
Đồ gốm có chân hình sư tử, khoảng từ Bắc triều đến Tùy triều.

Do thời Tùy khá ngắn, ảnh hưởng đối với văn học Trung Quốc không lớn. Mặc dù có đề xuất cải cách văn phong hoa mỹ, song sau đó bị gián đoạn, phong trào cổ văn phải đến thời trung Đường mới phát triển thành công. Đương thời, có các tác phẩm nổi tiếng chuyên nghiên cứu về "âm luật học", cũng có các tác phẩm tản văn và thi ca không tồi. Thời Nam-Bắc triều, văn học Nam triều chú trọng vào thanh luật và sắc thái, văn học Bắc triều chú trọng vào âm đọc chất phác thực dụng. Do văn học diễm lệ của Nam triều chinh phục được Bắc triều, khiến văn học triều Tùy phần nhiều là kế thừa phong cách Lương-Trần, không có đột phá mới. Tổng số cư sĩ nổi danh nam-bắc của triều Tùy thì không quá mười mấy người. Đỗ Chính Tàng soạn viết "Văn chương thể thức", giúp học tập văn học Nam triều, hiệu là "Văn Quỹ"; thậm chí các nước Cao Câu Ly và Bách Tế cũng học theo sách của Đỗ Chính Tàng, gọi là "Đỗ gia tân thư", khiến văn học Nam triều được lưu hành ra ngoại quốc. Năm 584, Tùy Văn Đế hạ lệnh yêu cầu văn học phải chất phác chân thực. Sau này, mặc dù Lý Ngạc kiến nghị không thể dựa trên văn chương hoa lệ mà tuyển chọn nhân tài, song Tùy Dạng Đế lại đề xướng văn học Nam triều hoa lệ, ông say mê "Tam hạnh Giang Đô", "Hiếu vi Ngô ngữ" của Nam triều, "Quý ư thanh khỉ" và "Nghi ư vịnh ca" cũng hợp với sở thích của ông. Tùy Dạng Đế cũng là một nhà văn, có tiếng nhất là tác phẩm "Giang Đô cung lạc ca". Mỗi tác phẩm thơ văn, Hoàng đế đều yêu cầu danh sĩ Nam triều Dữu Tự Trực bình nghị rồi mới công bố, cho thấy Tùy Dạng Đế là một người đề xướng mạnh mẽ văn học Nam triều.
Về mặt sử học, sách sử trước thời Tùy hoặc do chính quyền soạn viết, hoặc do nhân sĩ dân gian tự tiến hành soạn viết. Tư tưởng của các tác phẩm dân gian này khá tự do, chất lượng cũng tốt, song vì không dễ dàng tiếp cận thư tịch do sử quan sở hữu, nên thông thường chỉ có kỉ truyện mà không có chí thư, không thể nói là quốc sử hoàn chỉnh. Năm 593, Tùy Văn Đế tuyên bố cấm chỉ dân gian tự soạn quốc sử, bình luận nhân vật. Kể từ đó, quốc sử các triều trước đều đổi sang do quan lại viết. Mặc dù chính quyền viết sử không đủ tính công chính, song chúng do các sử thần chuyên nghiệp soạn viết, tư liệu do triều đình cung cấp khá phong phú, từ thời Tùy-Đường về sau thì viết quốc sử trở thành công việc chuyên môn của triều đình.
Do văn hóa nam-bắc dung hòa, âm vận học và mục lục học đạt được những thành tựu kiệt xuất. Những năm đầu Khai Hoàng, tám người trong đó có Nhan Chi Thôi, Tiêu Cai, Trưởng Tôn Nạp Ngôn cùng Lục Pháp Ngôn thảo luận về âm vận học, nhất trí nhận định rằng thanh điệu tứ phương khác biệt rất lớn, nam-bắc dùng vần không giống nhau. Trước đó, các sách vần thiếu tiêu chuẩn định vần nên đều có sai sót. Lục Pháp Ngôn ghi lại những ý quan trọng của mọi người trong buổi nghị luận, vào năm 601 thì viết thành "Thiết vận" gồm 5 quyển. Bộ sách này thống nhất cách biểu đạt thanh vận, phản ánh ngữ âm tiếng Hán đương thời, là sách âm vần sớm nhất của Trung Quốc. Hệ thống ngữ âm hoàn chỉnh này được bảo tồn trong tác phẩm "Quảng vận" thời Tống, thậm chí là cả trong "Tập vận". Về mục lục học, tác phẩm nổi tiếng có "Đại Tùy chúng kinh mục lục" của Phật giáo, "Đạo kinh mục lục" của Đạo giáo, "Lịch đại tam bảo ký" do Phí Trưởng phòng soạn và "Tùy Nhân Thọ niên nội điển lục" do Thích Ngạn Tông soạn. Triều Tùy thu thập các thư tịch do các triều Nam Bắc sở hữu, tổng cộng được 37 vạn quyển, và biên "Tùy Đại Nghiệp chính ngự thư mục lục". Ngụy Trưng thời Đường dựa vào đó mà biên viết ra "Tùy thư- kinh tịch chí", trong lĩnh vực mục lục học có địa vị tương đường với "Hán thư-Nghệ văn chí" của Ban Cố.

### Tôn giáo
Từ thời Nam-Bắc triều, Phật giáo cùng Đạo giáo và Nho giáo gọi chung là Tam giáo, chiếm địa vị chủ đạo trong lĩnh vực tư tưởng. Tùy Văn Đế chủ trương điều hòa tôn giáo và Nho học, lựa chọn sách lược tam giáo cùng được xem trọng, đồng thời dung nạp Nho giáo, Đạo giáo, Phật giáo để phối hợp trị quốc. Do quốc gia mở cửa, Hiên giáo từ Tây Á cũng được lưu truyền rộng rãi tại Trung Quốc.
Thời Tùy, Phật giáo tiến vào giai đoạn cực thịnh, điều này là do hoàng đế và Phật giáo có quan hệ mật thiết. Khi Bắc Chu Vũ Đế đàn áp Phật giáo, Trí Tiên đi ẩn tại nhà họ Dương, đưa ra dự đoán rằng Dương Kiên sau này sẽ trở thành hoàng đế, trọng hưng Phật giáo. Dương Kiên tin chắc rằng bản thân được Phật giúp đỡ che chở, sau này tuyên bố với quần thần "ta hưng là do Phật pháp", do vậy tích cực đề xướng Phật pháp, vào những năm cuối thậm chí còn bài xích Nho học, Phật giáo trở thành quốc giáo của triều Tùy. Năm 581, Tùy Văn Đế đón mời tăng lữ ẩn cư xuất sơn, hiệu triệu tín đồ Phật giáo "vì nước hành đạo", đồng thời cho phép nhân dân xuất gia. Sang thời Tùy Dạng Đế, triều đình cũng có chính sách giúp đỡ tích cực với Phật giáo, Tùy Dạng Đế còn thụ giới từ Trí Giả đại sư của Thiên Thai tông, trở thành đệ tử của Phật gia. Tuy nhiên, Hoàng đế cũng kiểm soát chặt chẽ đối với Phật giáo, như đưa các danh sĩ Phật giáo có ảnh hưởng tại Giang Nam đến tập trung tại Dương Châu, mục đích là nhằm tiện chi phối, đồng thời hạ lệnh "sa môn trí kính vương giả".

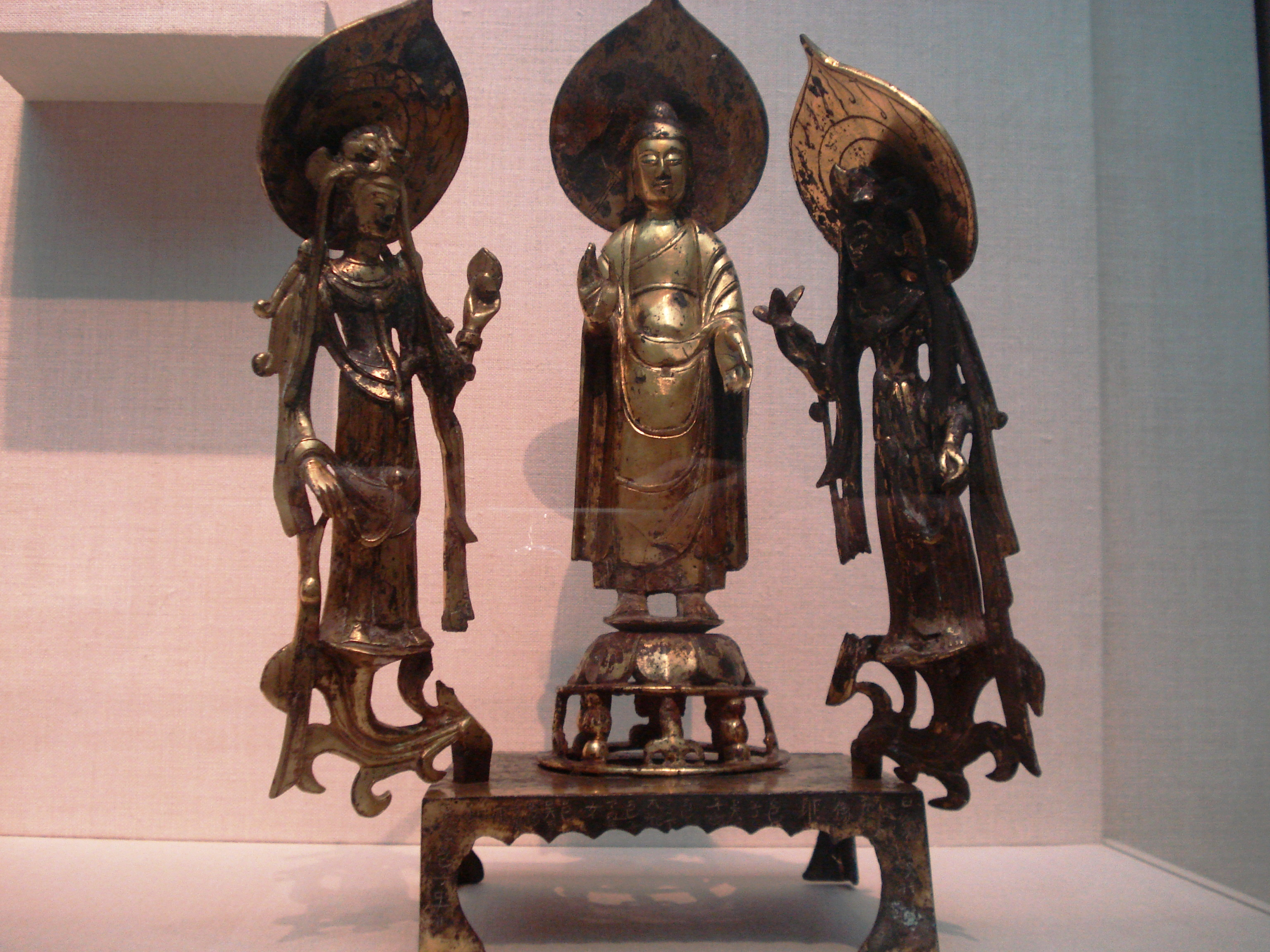
Tượng Bồ Tát bằng đồng thành mạ vàng thời Tùy, năm 597.

Dương thời, hệ phái chủ lưu của Phật giáo có Thiên Thai tông, Tam luận tông và Tam giai giáo. Thiên Thai tông quan tâm phát huy hai điều "giáo", "quan" đến cực trí đồng thời viên dung nhất thể, nhận định pháp giới vô tương, vạn vật nhất thể; Chỉ quán là phương thức tu hành chủ yếu. Tam luận tông do nghiên cứu "Trung luận", "Thập nhị môn luận", "Bách luận" mà có tên như vậy; hệ phái này chủ trương vạn vật chư pháp của thế gian và xuất thế gian từ nhiều nhân duyên hòa hợp mà sinh ra, là sản phẩm kết hợp từ nhiều nhân tố và điều kiện. Triều Tùy tổng cộng cho xây dựng hơn 5 nghìn chùa tháp, tạo hàng vạn tượng Phật, đồng thời phiên dịch hàng vạn kinh Phật, khiến kinh Phật được lưu truyền phân bố hơn rất nhiều lớn so với kinh Nho. Tùy Văn Đế hết sức sùng bái Phật giáo, cho xây đến 83 tháp xá lợi Phật tại các châu, trong đó Đại Hưng thiện tự là nổi tiếng nhất.
Đạo giáo vào thời Nam-Bắc triều phân thành hai hệ Thiên Sư đạo Nam-Bắc, đến thời Tùy thì có sự giao lưi với nhau. Mao Sơn tông trở thành hệ phái chủ lưu của Đạo giáo, phạm vi truyền đạo kéo dài từ phương nam lên phương bắc, Nguyên Thủy Thiên Tôn tại thời kỳ này được tôn làm thần linh tối cao. Tùy Văn Đế đối đãi rất tôn trọng với Đạo giáo, niên hiệu "Khai Hoàng" cũng được chọn từ kinh điển Đạo giáo. Triều đình Tùy thiết lập chế độ 'đạo cử', quy định sĩ nhân cần thông cả Đạo đức kinh, sùng huyền học và huyền học bác sĩ, tuyên giảng đạo thư định kỳ, phái người chỉnh đốn đạo thư. Do Tùy Văn Đế sùng tín Phật giáo, vào thời Tùy Đạo giáo luôn không hưng thịnh được như Phật giáo.
Đạo sĩ trong thời kỳ này thạo về việc dựa vào phù mệnh để tham dự vào việc thay đổi triều đại, đạo sĩ Trương Tân từng hiệp trợ triều Tùy kiến quốc. Do vậy, Tùy Văn Đế đối với Đạo giáo có phần tôn trọng, cất nhắc các đạo sĩ như Trương Tân, Tiêu Tử Thuận, Đổng Tử Hoa. Tùy Dạng Đế khi đến ở lưỡng đô hoặc xuất du luôn có tăng, ni, đạo sĩ, nữ quan (có cả nữ đạo sĩ) tùy tùng, gọi là 'tứ đạo trường'.
Kim Đan thuật được Tùy Dạng Đế tôn sùng, rất nhiều đạo sĩ do thạo về luyện chế thuốc trường sinh bất tử mà giành được sủng tín. Tung Sơn đạo sĩ Phan Đản hợp luyện kim đan sáu năm bất thành, Phan Đản giải thích rằng cần có ba hộc sáu đẩu mật gan tủy xương của đồng nam đồng nữ thì mới luyện thành, Tùy Dạng Đế tức giận giết chết Phan Đản. Tuy nhiên, kỹ thuật luyện chế kim đan cũng góp phần vào sự phát triển y dược và hóa học thời Tùy-Đường. Từ "Nội đan" có ý nghĩa rất quan trọng trong tu luyện Đạo giáo được hình thành trong thời kỳ này, Thanh Hải Tử Tô Nguyên Lãng đề xuất "quy thần đan vào tâm luyện", đề xướng "tính mệnh song tu", là một bước thúc đẩy cho sự phát triển của lý luận Nội đan thuật. Trong giới Đạo sĩ đương thời có lưu hành tịch cốc thuật nhằm tu luyện thành tiên, tịch cốc thuật chủ trương không ăn ngũ cốc mà chỉ uống nước và ăn 'hàn thực'. Tùy Dạng Đế từng đón mời người giỏi tịch cốc thuật là Từ Tắc nhập cung, đồng thời tôn kính những đạo sĩ giỏi về tịch cốc thuật như Tống Ngọc Tuyền ở Kiến An, Khổng Đạo Mậu ở Cối Kê và Vương Viễn Tri ở Đan Dương.
Hiên giáo, còn gọi là Bái Hỏa giáo, do một người Ba Tư là Zoroaster sáng lập, lưu hành tại Ba Tư và các quốc gia Tây Vực, theo người Túc Đặc truyền bá đến Trung Nguyên từ thời Bắc Ngụy, triều Tùy đặt chức quan "Tát bảo" để quản lý hoạt động của tôn giáo này. Giáo nghĩa của Hiên giáo nhận định vũ trụ hình thành do thần quang minh và thần hắc ám đấu tranh lẫn nhau, lửa biểu hiện cho thần thiện, do vậy bái lửa. Chủ thần của Hiên giáo tại Trung Quốc được gọi là "Hồ Thiên", "Thiên Thần", kinh điển chủ yếu là Avesta.

### Nghệ thuật

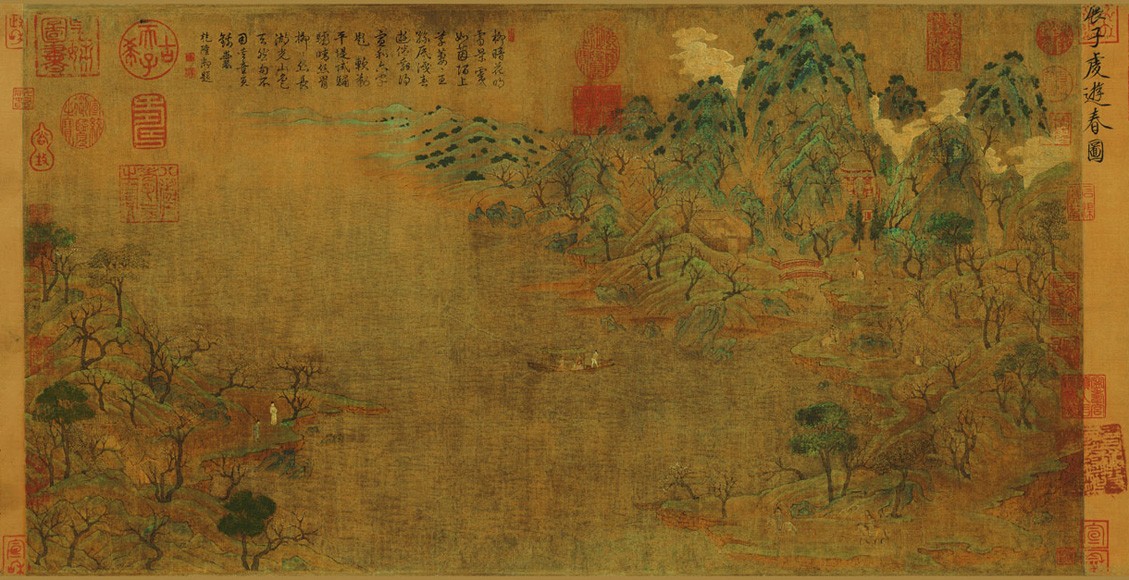
"Du xuân đồ", Triển Tử Kiền vẽ

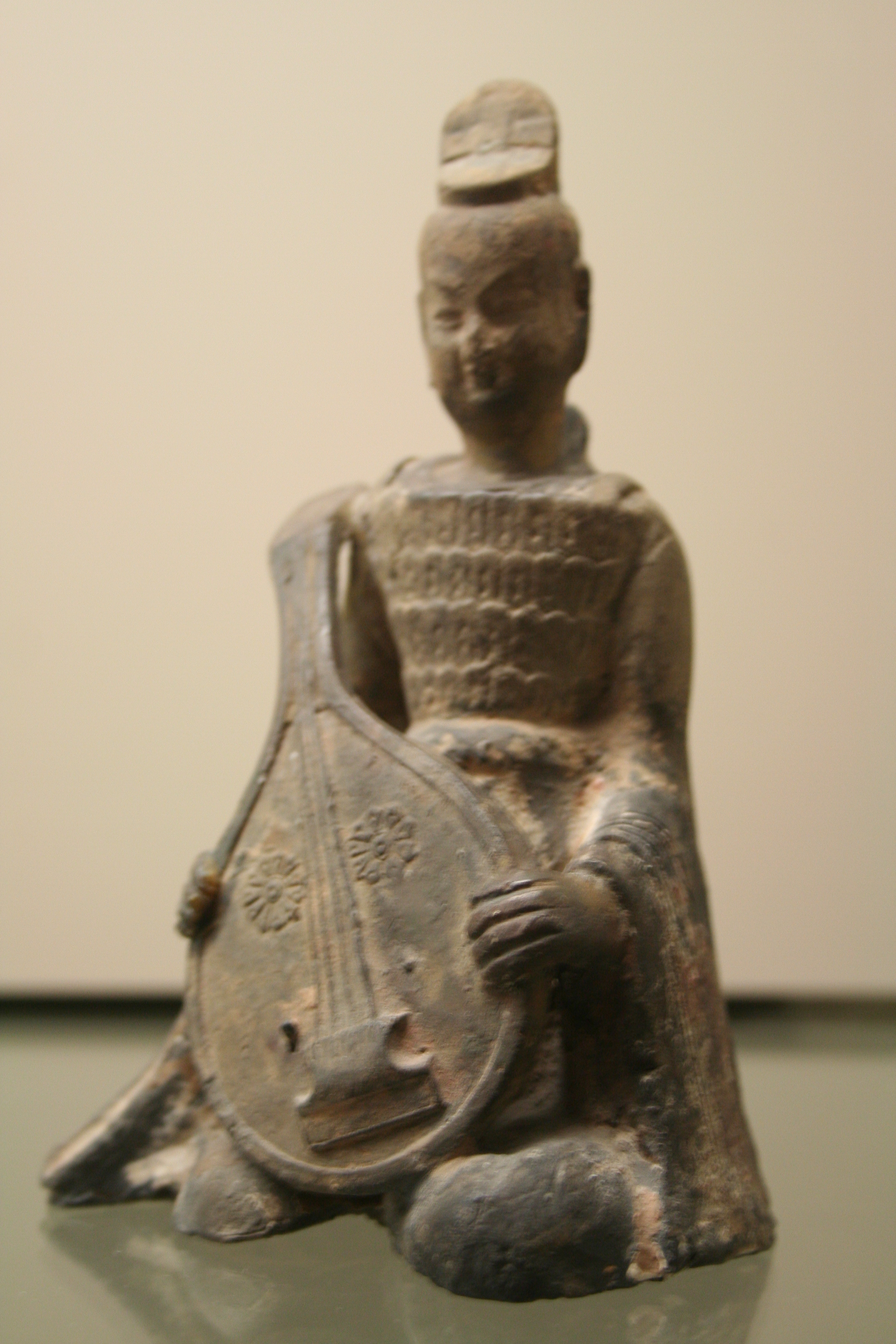
Tượng nhạc sư tỳ bà thời Tùy

Thời Tùy, vì mối quan hệ chính giáo nên hội họa được xem trọng. Hội họa thời Tùy vẫn lấy nhân vật hay cố sự thần tiên làm chủ đề chính, song tranh sơn thủy phát triển thành một nhánh hội họa độc lập. Triển Tử Kiền và Đổng Bá Nhân có tiếng ngang nhau, cùng với Cố Khải Chi thời Đông Tấn, Lục Tham Vi của Nam triều Tề, Trương Tăng Dao của Nam triều Lương đồng xưng là 'tiền Đường tứ đại họa gia'. Triển Tử Kiền sống qua các triều Bắc Tề, Bắc Chu và Tùy, từng nhậm chức triều tán đại phu của Tùy, sau nhậm chức trướng nội đô đốc. Ông từng vẽ tranh Phật giáo "Pháp hoa kinh biến", tranh phong tục "Trường An xã mã nhân vật đồ", song đều thất truyền. Bức tranh sơn thủy "Du xuân đồ" của ông dùng thuật bôi phác họa, tô màu xanh lục, phối cảnh không gian hợp lý, chú ý quan hệ xa gần và tỷ lệ núi cây cùng nhân vật, trong gang tấc có đủ ý vị nghìn dặm. Điều này chứng minh tranh sơn thủy thời Tùy giải quyết được triệt để vấn đề xử lý không gian giữa người và cảnh vật, là đại biểu cho sự nổi lên của tranh sơn thủy, "Họa giám" thời Nguyên nhận định "Du xuân đồ" là thủy tổ chính thức của tranh sơn thủy. Hoa gia người Vu Điền Uất Trì Bạt Chất Na thạo vẽ nhân vật Tây Vực, người đương thời gọi là "Đại Uất Trì". Ông thạo về vựng nhiễm âm ảnh, tức "ao đột pháp" (thuật lồi lõm), có ảnh hưởng lớn đến hội họa hậu thế.
Thư pháp triều Tùy khéo, đều, có lực, song không vượt khỏi quy củ, làm nền tảng cho quy mô phong phạm của đại gia thời sơ Đường. Các nhà thư pháp nổi tiếng có Đinh Đạo Hộ, Sử Lăng và Trí Vĩnh. Mặc tích (vết mực) thì có thiên tự văn và tả kinh. Thư pháp thời Tùy lấy bia khắc làm dòng chính, trên các bia khắc như "Long tạng tự bi", "Khải pháp tự bi", "Đổng mĩ nhân chí" có thể hiện phong cách thư pháp. Thời Tùy mạt Đường sơ có nhà thư pháp Ngu Thế Nam, cùng với Âu Dương Tuân, Chử Toại Lương, Tiết Tắc được gọi chung là "sơ Đường tứ đại gia".
Âm nhạc triều Tùy chịu ảnh hưởng của âm nhạc dân tộc Hồ-Hán Bắc triều và âm nhạc Nam triều Tống-Tề-Lương, nhạc ca cung đình Tùy có lẫn "Hồ thanh". Sau khi Tùy diệt Nam triều Trần, đặt ra "Thanh chương thự" để quản lý âm nhạc. Thời Tùy Dạng Đế, đặt ra 9 bộ nhạc: 'Thanh Nhạc', Tây Lương, Quy Từ, Thiên Trúc, Khang Quốc, Sơ Lặc, An Quốc, Cao Ly, 'Lễ Tất'. Đương thời, nhạc khí có các loại như "khúc hạng tì bà", "thụ đầu không hầu", "đáp lạp cổ" và "yết cổ", đều được truyền đến từ tây bắc, đương thời đã biết rằng âm giai có thất cung thay vì ngũ cung.
Vạn Bảo Thường và Hà Thỏa là những nhà âm nhạc có danh tiếng vào thời Tùy. Hà Thỏa là người Hòa Quốc (thuộc Uzbekistan hiện nay), ông còn giỏi về cả triết học. Năm 592, Tùy Văn Đế thấy phiền nhiễu trước Hồ âm và "vong quốc chi âm" của Nam triều, lệnh cho Quốc tử bác sĩ định ra chính nhạc, đương thời các trọng thần nghị luận sôi nổi, Vạn Bảo Thường tham dự vào thảo luận, tuy nhiên nhất thời chưa có kết quả. Cuối cùng, Hà Thỏa dùng kế để Tùy Văn Đế chọn dùng Hoàng chung cung để giải quyết tranh chấp. Hà Thỏa còn vì Tùy Dạng Đế mà chế tạo ngự xa "Hà Thỏa xa". Tác phẩm của Hà Thỏa có "Nhạc yếu", "Chu dịch giáng sơ", tác phẩm của Vạn Bảo Thường có "Nhạc phổ".

## Khoa học và kỹ thuật

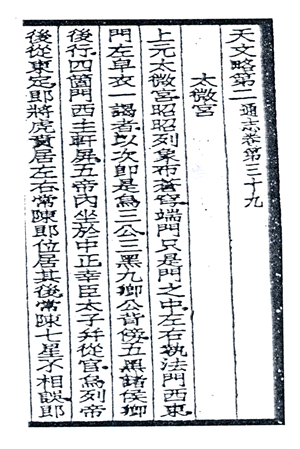
Một phần "Bộ thiên ca-thái vi viên" trong "Thông chí-thiên văn lược đệ nhị"

Triều Tùy kế thừa khoa học, trí thức của Bắc triều và Nam triều, thành tựu khoa học kỹ thuật của triều đại này thể hiện trên các lĩnh vực thiên văn, lịch pháp, số học, bác vật học, kiến trúc học, y học.
Ngành số học thời Tùy phát triển, sĩ nhân đương thời đều cần học tập "cửu số" giản đơn, tại Quốc tử giám có lập ban toán học (tức ngành số học) chuyên môn bồi dưỡng nhân tài số học.
Lịch pháp triều Tùy so với các triều trước thì thêm phần tỉ mỉ chính xác. Năm 600, Lưu Trác dựa vào dữ liệu của Trương Tử Tín thời Bắc triều, xác định tuế sai 76 năm lệnh 1 độ, sát với giá trị chuẩn xác (71,6 năm). Năm 604, Lưu Trác đặt ra "Hoàng cực lịch", nghiên cứu Mặt Trời, nhật thực nguyệt thực, đều thêm phần chính xác so với các lịch trước đó, còn đề xuất công thức "phép nội suy cự ly bậc hai" (等間距二次內插法). Mặc dù chuẩn xác hơn, song "Hoàng cực lịch" lại bị bài xích không được sử dụng, nhưng với lịch học hậu thế thì cung cấp tiêu chuẩn mới. Phép định sóc, phép định khí cũng là sáng kiến của Lưu Trác.
Sau khi Tùy bình định Nam triều Trần, đã cho đưa 'hồn nghi', 'hồn thiên tượng' và tranh sách thiên văn của Nam triều đến tập trung tại Trường An, đồng thời mệnh Dữu Quý Tài và Chu Phần của Nam triều tham chiếu vị trí các sao, vẽ thành tinh đồ. Những người như Chu Phần và Viên Sung còn truyền thụ tri thức thiên văn tại Thái sử cục. Vào thời Tùy, Đan Nguyên Tử chiếu theo tinh cung do Trần Trác đặt ra, ước đoán vị trí của sao trên trời, biên thành một thư tịch theo thể trường ca 7 âm, gọi là "Bộ thiên ca", câu văn rõ ràng dễ hiểu, thuận lợi cho việc truyền tụng. Thời Tùy mạt Đường sơ, Lý Bá viết thành "Thiên văn đại tượng phú", dùng thơ phú mô tả về thiên văn học.
Triều đình Tùy đề xướng bác vật học, đương thời xuất hiện một lượng lớn địa phương chí (hoặc gọi là đồ chí, đồ kinh). Triều đình Tùy ra lệnh các địa phương trong toàn quốc tiến hành soạn viết phương chí,, cuối cùng xuất hiện các tác phẩm "Chư quận vật sản thổ tục ký", "Khu vũ đồ chí" và "Chư châu đồ kinh tập". Tùy Dạng Đế hạ chiếu lệnh cho các quận nộp địa đồ phong tục sản vật. Lăng Uất Chi sử dụng địa đồ sách vở do các địa phương nộp lên mà biên tập thành "Tùy chư châu đồ kinh tập" với 200 quyển. Bùi Củ vào thời Đại Nghiệp quản lý giao dịch tại Trương Dịch, từ sách truyện và lời kể của thương nhân Tây Vực, sưu tập các tư liệu về núi sông, họ tộc, phong thổ, y phục, sản vật Tây Vực mà viết thành "Tây Vực đồ ký". Thư tịch này còn viết về ba tuyến đường tơ lụa từ Đôn Hoàng qua Trung Á đến Địa Trung Hải.

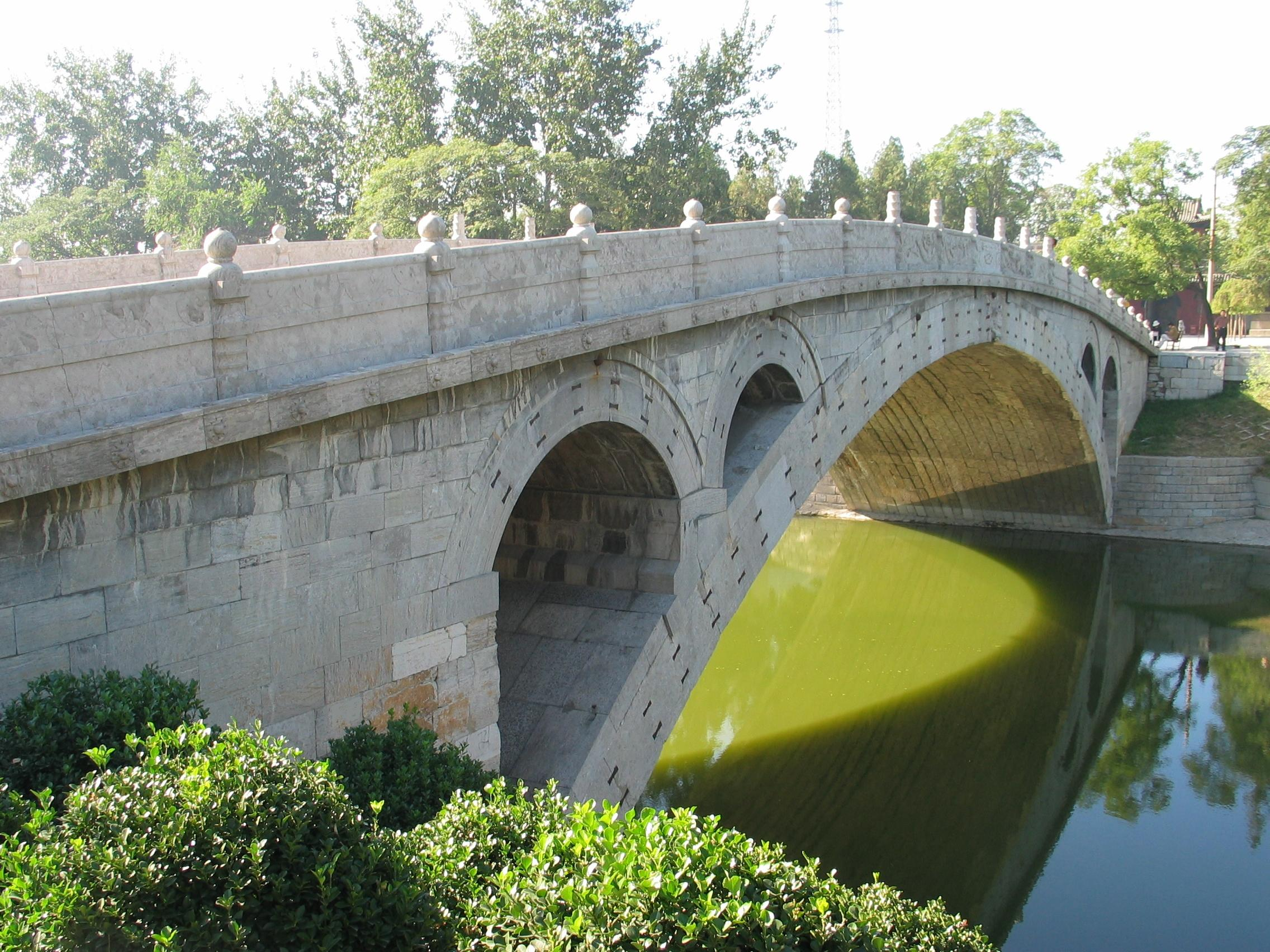
An Tế kiều, được xây dựng từ năm 595 đến năm 605

Về kiến trúc học, những người nổi tiếng có Lý Xuân, Vũ Văn Khải, Hà Trù. Năm 610, Lý Xuân chỉ đạo xây dựng nên An Tế kiều bắc qua Hào Hà tại địa phận nay thuộc huyện Triệu, tỉnh Hà Bắc, An Tế kiều là một cây cầu đá hình vòm cung, tàu bè vẫn có thể đi lại thuận tiện ở bên dưới, là một trong những công trình đạt thành tựu trọng đại trong lịch sử kiến trúc Trung Quốc. Ngoài ra, An Tế kiều có bốn lỗ trống, giảm thiểu một phần năm trọng lượng thân cầu, tiết kiệm được hơn hai trăm mét khối nguyên liệu đá, đồng thời có thể giảm bớt áp lực từ nước lụt tác động vào thân cầu. Vũ Văn Khải từng tạo 'quan phong hành điện' cho Tùy Dạng Đế, bên dưới điện đặt ròng rọc tời, có thể tách rời ra khi hành động, cũng có thể hợp thành một đại điện chứa được vài trăm người. Hà Trù tạo ra "Lục hợp thành" cho Tùy Dạng Đế, khi công thành, trong một đêm có thể hợp thành một tòa thành lớn với chu vi 8 lý, cao 10 nhận, trên thành có thể xếp giáp sĩ, lập kỳ trượng. Ngoài ra, Hà Trù còn có thể dùng lục từ (sứ xanh) để chế ra ngọc pha lê, không khác biệt so với ngọc pha lệ thực.
Y học triều Tùy tương đối phát triển, triều đình đặt ra "đại y thự" để quản lý. Y học lâm sàng xuất hiện xu thế phân khoa, 'đại y thự' phân thành hai bộ phận là y học và dược học, phân dạy học sinh; y học lại phân thành bốn khoa là y, châm, án ma (đấm bóp), chú cấm; trong đó y khoa lại phân thành 5 môn là thể liệu (nội khoa), thiếu tiểu (nhi khoa), sang thủng (ngoại khoa), nhĩ mục khẩu xỉ (tai mắt mồm răng) và giác pháp (bạt quán). Do y học Nam triều tiến bộ, y sư nam-bắc thời Tùy có qua lại, lưu thông y thư, có lợi cho tiến triển của y học. Triều Tùy cũng cho dịch ra tiếng Hán hơn 10 loại y thư của Thiên Trúc và Tây Vực, tri thức rất phong phú. Người có danh tiếng nhất trong nền y học triều Tùy là Sào Nguyên Phương, ông soạn ra "Chư bệnh nguyên hậu luận". Đây là bộ sách đầu tiên của Trung Quốc tự thuật và phân tích chi tiết về phân loại bệnh tật và nguyên nhân của bệnh, bệnh lý, có vị trí quan trọng trong lịch sử thủ thuật ngoại khoa Trung Quốc. Tuy nhiên, tác phẩm cũng có không ít sai sót, như trong "Cửu trùng hậu" có nói "giun trong ruột người biến hóa đa đoan, sinh ra ghẻ lở, cho nên bị ghẻ lở thực ra là do có loài sâu bộ bên trong", song theo y học hiện đại thì giun sán và ghẻ lở hắc lào không có quan hệ. Tùy Dạng Đế vào những năm Đại Nghiệp hạ lệnh biên soạn "Tứ hải loại tụ phương", tổng cộng có 2.600 quyển, lý luận chuyên thuật, bổ sung hỗ trợ lẫn nhau đối với "Chư bệnh nguyên hậu luận".

## Các vua nhà Tùy
| Thụy hiệu      | Miếu hiệu | Tên thật           | Thời gian cai trị | Niên hiệu (年號)                                  |
| Võ Đế          | Thái Tổ   | Dương Trung (杨忠) | Thụy phong        |                                                   |
| Văn Đế (文帝)  | Cao Tổ    | Dương Kiên (楊堅)  | 581-604           | Khai Hoàng (開皇) 581-600 Nhân Thọ (仁壽) 601-604 |
| Dạng Đế (煬帝) | Thế Tổ    | Dương Quảng (楊廣) | 605-618           | Đại Nghiệp (大業) 605-617                         |
| Cung Đế (恭帝) |           | Dương Hựu (楊侑)   | 617-618           | Nghĩa Ninh (義寧) 617-618                         |

## Thế phả nhà Tùy
|                                       |                                       |                                       |                                       |                                       |                                       |  |  |                                       |                                       |                                       |                                       |                                       |                                       |  |  | Tùy Văn Đế Dương Kiên 541-581-604       |                                         |                                         |                                         |                                         |                                         |  |  |                                   |                                   |                                   |                                   |                                   |                                   |  |  |  |  |  |  |  |  |  |  |  |  |
|                                       |                                       |                                       |                                       |                                       |                                       |  |  |                                       |                                       |                                       |                                       |                                       |                                       |  |  |                                         |                                         |                                         |                                         |                                         |                                         |  |  |                                   |                                   |                                   |                                   |                                   |                                   |  |  |  |  |  |  |  |  |  |  |  |  |
|                                       |                                       |                                       |                                       |                                       |                                       |  |  |                                       |                                       |                                       |                                       |                                       |                                       |  |  |                                         |                                         |                                         |                                         |                                         |                                         |  |  |                                   |                                   |                                   |                                   |                                   |                                   |  |  |  |  |  |  |  |  |  |  |  |  |
|                                       |                                       |                                       |                                       |                                       |                                       |  |  | Tùy Dạng Đế Dương Quảng 569-604-618   | Tùy Dạng Đế Dương Quảng 569-604-618   | Tùy Dạng Đế Dương Quảng 569-604-618   | Tùy Dạng Đế Dương Quảng 569-604-618   | Tùy Dạng Đế Dương Quảng 569-604-618   | Tùy Dạng Đế Dương Quảng 569-604-618   |  |  |                                         |                                         |                                         |                                         |                                         |                                         |  |  | Tần Hiếu Vương Dương Tuấn 571-600 | Tần Hiếu Vương Dương Tuấn 571-600 | Tần Hiếu Vương Dương Tuấn 571-600 | Tần Hiếu Vương Dương Tuấn 571-600 | Tần Hiếu Vương Dương Tuấn 571-600 | Tần Hiếu Vương Dương Tuấn 571-600 |  |  |  |  |  |  |  |  |  |  |  |  |
|                                       |                                       |                                       |                                       |                                       |                                       |  |  | Tùy Dạng Đế Dương Quảng 569-604-618   | Tùy Dạng Đế Dương Quảng 569-604-618   | Tùy Dạng Đế Dương Quảng 569-604-618   | Tùy Dạng Đế Dương Quảng 569-604-618   | Tùy Dạng Đế Dương Quảng 569-604-618   | Tùy Dạng Đế Dương Quảng 569-604-618   |  |  |                                         |                                         |                                         |                                         |                                         |                                         |  |  | Tần Hiếu Vương Dương Tuấn 571-600 | Tần Hiếu Vương Dương Tuấn 571-600 | Tần Hiếu Vương Dương Tuấn 571-600 | Tần Hiếu Vương Dương Tuấn 571-600 | Tần Hiếu Vương Dương Tuấn 571-600 | Tần Hiếu Vương Dương Tuấn 571-600 |  |  |  |  |  |  |  |  |  |  |  |  |
|                                       |                                       |                                       |                                       |                                       |                                       |  |  |                                       |                                       |                                       |                                       |                                       |                                       |  |  |                                         |                                         |                                         |                                         |                                         |                                         |  |  |                                   |                                   |                                   |                                   |                                   |                                   |  |  |  |  |  |  |  |  |  |  |  |  |
|                                       |                                       |                                       |                                       |                                       |                                       |  |  | Tùy Hiếu Thành Đế Dương Chiêu 584-606 | Tùy Hiếu Thành Đế Dương Chiêu 584-606 | Tùy Hiếu Thành Đế Dương Chiêu 584-606 | Tùy Hiếu Thành Đế Dương Chiêu 584-606 | Tùy Hiếu Thành Đế Dương Chiêu 584-606 | Tùy Hiếu Thành Đế Dương Chiêu 584-606 |  |  | Tề Vương Dương Giản 585-618             | Tề Vương Dương Giản 585-618             | Tề Vương Dương Giản 585-618             | Tề Vương Dương Giản 585-618             | Tề Vương Dương Giản 585-618             | Tề Vương Dương Giản 585-618             |  |  | Tần Vương Dương Hạo ?-618         | Tần Vương Dương Hạo ?-618         | Tần Vương Dương Hạo ?-618         | Tần Vương Dương Hạo ?-618         | Tần Vương Dương Hạo ?-618         | Tần Vương Dương Hạo ?-618         |  |  |  |  |  |  |  |  |  |  |  |  |
|                                       |                                       |                                       |                                       |                                       |                                       |  |  | Tùy Hiếu Thành Đế Dương Chiêu 584-606 | Tùy Hiếu Thành Đế Dương Chiêu 584-606 | Tùy Hiếu Thành Đế Dương Chiêu 584-606 | Tùy Hiếu Thành Đế Dương Chiêu 584-606 | Tùy Hiếu Thành Đế Dương Chiêu 584-606 | Tùy Hiếu Thành Đế Dương Chiêu 584-606 |  |  | Tề Vương Dương Giản 585-618             | Tề Vương Dương Giản 585-618             | Tề Vương Dương Giản 585-618             | Tề Vương Dương Giản 585-618             | Tề Vương Dương Giản 585-618             | Tề Vương Dương Giản 585-618             |  |  | Tần Vương Dương Hạo ?-618         | Tần Vương Dương Hạo ?-618         | Tần Vương Dương Hạo ?-618         | Tần Vương Dương Hạo ?-618         | Tần Vương Dương Hạo ?-618         | Tần Vương Dương Hạo ?-618         |  |  |  |  |  |  |  |  |  |  |  |  |
|                                       |                                       |                                       |                                       |                                       |                                       |  |  |                                       |                                       |                                       |                                       |                                       |                                       |  |  |                                         |                                         |                                         |                                         |                                         |                                         |  |  |                                   |                                   |                                   |                                   |                                   |                                   |  |  |  |  |  |  |  |  |  |  |  |  |
| Tùy Cung Đế Dương Hựu 605-617-618-619 | Tùy Cung Đế Dương Hựu 605-617-618-619 | Tùy Cung Đế Dương Hựu 605-617-618-619 | Tùy Cung Đế Dương Hựu 605-617-618-619 | Tùy Cung Đế Dương Hựu 605-617-618-619 | Tùy Cung Đế Dương Hựu 605-617-618-619 |  |  | Cung Đế Dương Đồng 605-618-619        | Cung Đế Dương Đồng 605-618-619        | Cung Đế Dương Đồng 605-618-619        | Cung Đế Dương Đồng 605-618-619        | Cung Đế Dương Đồng 605-618-619        | Cung Đế Dương Đồng 605-618-619        |  |  | Tùy Vương Dương Chính Đạo 619-620-630-? | Tùy Vương Dương Chính Đạo 619-620-630-? | Tùy Vương Dương Chính Đạo 619-620-630-? | Tùy Vương Dương Chính Đạo 619-620-630-? | Tùy Vương Dương Chính Đạo 619-620-630-? | Tùy Vương Dương Chính Đạo 619-620-630-? |  |  |                                   |                                   |                                   |                                   |                                   |                                   |  |  |  |  |  |  |  |  |  |  |  |  |